# Équipe du Ghana de football à la Coupe du monde 2006
L'équipe du Ghana de football, surnommée les Black Stars, participe pour la première fois de son histoire à la Coupe du monde de football, et plus précisément à l'édition 2006 en Allemagne.
Les éliminatoires pour le Ghana ont été mouvementées à la fois du fait des quatre sélectionneurs sucessifs entre 2003 et 2006, de l'Affaire Samuel Kuffour, des forfaits et des refus de venir jouer pour le Ghana. Puis, la Coupe d'Afrique des nations 2006 a constitué une répétition générale pour la Coupe du monde 2006, qui a constitué finalement une catastrophe. Enfin, les appels réguliers à la démission du sélectionneur Ratomir Dujković n'ont pas engendré un calme pour les Black Stars.
Lors de cette compétition, le Ghana franchit à la surprise générale le premier tour, devançant la République tchèque et les États-Unis mais est éliminé logiquement en huitièmes-de-finale par le Brésil sur le score de 3 à 0.
Cependant deux années plus tard, un scandale de match arrangé éclate pour le huitième-de-finale contre le Brésil.

## Des rebondissements durant les qualifications pour le Mondial 2006

### Premier tour facile contre la Somalie
Les éliminatoires de la Coupe du monde 2006 servent par la même occasion d'éliminatoires pour la Coupe d'Afrique des nations 2006. Ne faisant pas partie des neuf meilleures équipes africaines, le Ghana dispute un premier tour contre l'équipe de Somalie, qui participe aux éliminatoires d'un Mondial pour la troisième fois de son histoire. Alors que les autres sélections jouent en octobre le match aller de ce premier tour, le Ghana ne dispute cela qu'en novembre à cause de de l'insécurité en Somalie, touchée par des crises insurrectionnelles. Afin de garantir la tenue de ce match, le match aller est délocalisé à Accra.
Concernant le Ghana, succédant au sélectionneur allemand Burkhard Ziese, qui n'a pas réussi à qualifier le Ghana pour la CAN 2004 puis au Ghanéen Emmanuel Kwasi Afranie qui a assuré un intérim, l'Allemand Ralf Zumdick (en) devient en septembre 2003 le sélectionneur par intérim pendant trois mois de la sélection ghanéenne, avec une possible prolongation de deux années.

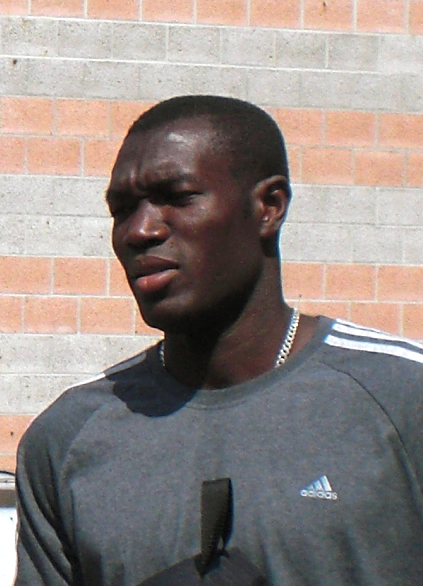
L'attaquant ghanéen Isaac Boakye, ici en 2009, inscrit un doublé contre la Somalie lors du match aller (5-0).

Pour le match aller, avant le coup d'envoi, il y a eu un problème avec l'hymne national somalien qui n'était pas le bon. En effet, l'hymne joué est Astaanta Qaranka Soomaaliya alors que depuis 2000 c'est le Soomaaliyeey toosoo qui est utilisé. Quant au match à proprement parler, la Somalie a défendu énormément, a attendu la 30e minute pour aller dans le camp des Ghanéens et n'a frappé qu'à deux reprises au but, n'inquiétant pas le gardien ghanéen Sammy Adjei. Mais pour les Ghanéens, le match a été maîtrisé grâce à deux doublés de Nana Arhin Duah et de Isaac Boakye, ainsi qu'un but de Asamoah Gyan, lors de sa première sélection.
Fort de cette avance, le Ghana maîtrise le match retour. En effet, la blessure du gardien de but somalien Abdulkadir Sheik Osman après une charge de Isaac Boakye à la 15e minute n'arrange pas les Somaliens, qui encaissent un but à la 27e minute par Stephen Appiah. Deux minutes plus tard, sur une frappe somalienne de trente mètres de la part de Yusif Ali, le gardien ghanéen George Owu se détend mais se blesse mais n'est remplacé seulement qu'au retour des vestiaires par Sammy Adjei. Durant la deuxième période, les Ghanéens maîtrisent mais Bernard Dong-Bortey est expulsé à la 59e minute sur une attaque violente contre le milieu somalien Abdulahi Abdi Farah. Pour autant, ils continuent à attaquer et à la 90e minute, Lawrence Adjei (en) inscrit le second but du match. Finalement, le Ghana a maîtrisé la Somalie sur l'ensemble des deux matches et se qualifie sur le score cumulé de sept buts à zéro.
Malgré la qualification facile pour le tour suivant, le sélectionneur Ralf Zumdick n'est pas reconduit et est en contact avec le club allemand de Hambourg SV, pour devenir l'adjoint de Klaus Toppmöller. Quant au classement FIFA, au 15 décembre 2003, les deux victoires faciles contre la Somalie ont permis au Ghana de gagner trois places, à savoir la 78e place, ex æquo avec le Burkina Faso.

### Second tour: Le Ghana se qualifie malgré des rebondissements

#### Sous la conduite de Barreto, le Ghana se reconstruit

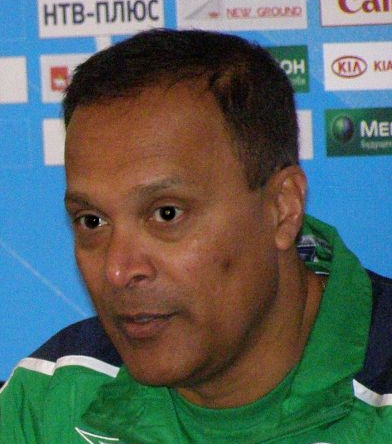
Le sélectionneur portugais Mariano Barreto, ici en 2009, est nommé en 2004 pour diriger les Black Stars. Il dirige la sélection jusqu'à la quatrième journée, avant de partir pour le club portugais de Marítimo Funchal.

Le second tour des éliminatoires pour le Ghana est composé de cinq équipes, dont trois qui ont participé à la CAN 2004 en Tunisie, à savoir la République démocratique du Congo, le Burkina Faso et l'Afrique du Sud, qui ont été tous les trois éliminés au premier tour. Mais du fait de sa participation aux Coupes du monde 1998 et 2002, les Bafana Bafana sont favoris du groupe.
Pour la première journée des éliminatoires, les hommes du sélectionneur portugais Mariano Barreto affrontent à Ouagadougou le Burkina Faso et mis à part une frappe de Stephen Appiah à la 12e minute sur la transversale, le Ghana a été dominé dans tous les compartiments du jeu. Il a commis beaucoup de fautes et après cela, n'a tiré qu'une seule fois au but par Stephen Appiah à la 67e minute. Suite d'une faute commise à la 78e minute, le coup franc du Burkinabé Rouamba trouve la tête de Mamadou Zongo, qui inscrit le seul but du match. De même, à la 85e minute, sur un corner de Kéré, Moumouni Dagano trouve le poteau. Le Ghana perd logiquement, vu la physionomie du match et donne aux hommes du nouveau sélectionneur du Burkina Faso Ivica Todorov des espoirs de se relancer et de bien lancer la campagne de qualification.

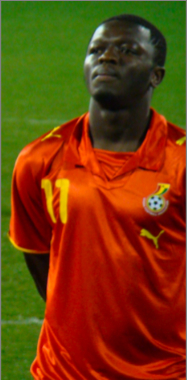
Sulley Muntari, ici en mars 2008, est le premier buteur du Ghana lors du match contre l'Afrique du Sud.

Pour la deuxième journée, les Ghanéens affrontent à domicile le favori du groupe, à savoir les Bafana Bafana. Ils dominent les Sud-Africains sur le score de trois buts à zéro, grâce à Sulley Muntari et au doublé du milieu de terrain de la Juventus Stephen Appiah, mais surtout à cause d'une défense sud-africaine fragile (Mark Fish et Nasief Morris). De plus, l'équipe ghanéenne montrait de bonnes qualités (jouait réellement ensemble, faisait des passes fluides et avait la possession de balle).
Fort de cette victoire, les Black Stars se déplacent ensuite à Kampala pour y affronter l'Ouganda. Mais c'est l'équipe à domicile qui domine dans le jeu les Black Stars. David Obua ouvre le score juste avant la mi-temps mais en fin de match, le manque de concentration des Ougandais a conduit à l'égalisation d'Asamoah Gyan, soldant le match par une égalité parfaite (1-1).
Peu de temps après la troisième journée, à savoir le jeudi 8 juillet 2004, la Confédération africaine de football (CAF) annonce que le Ghana va organiser la CAN 2008, ce qui constitue une motivation pour les Ghanéens, qui ne s'étaient pas qualifiés pour l'édition 2004.
Puis lors de la quatrième journée, le Ghana accueille les Requins bleus du Cap-Vert. Après une tête d'Essien sur la transversale à la 6e minute, Asamoah Gyan obtient à la 23e minute un penalty, transformé par Essien. Pour consolider cette victoire, le Ghana inscrit un deuxième but par un but contre son camp de Nélson Veiga (en). Cependant, le niveau de jeu est jugé faible par les supporters mais grâce à cette victoire mais cela n'empêche pas le Ghana de prendre la première place du groupe, en compagnie de la RD Congo, avec sept points chacun.
Cette reconstruction de la sélection des Black Stars est freinée par le départ surprise du sélectionneur Barreto pour le club portugais du Marítimo Funchal,, un choix qu'il regrette des années plus tard.

#### L'intérim de Sam Arday face à la RD Congo

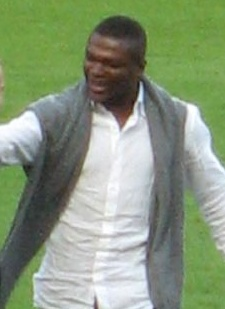
Le Français né à Accra Marcel Desailly est dans la liste des personnes qui peuvent succéder à Barreto mais il ne sera pas retenu.

À la suite du départ de Barreto, des noms sont sortis pour trouver un successeur comme le Ghanéen Bashir Hayford (en), le Libérien George Weah, le Français né à Accra Marcel Desailly,. Mais c'est le Français Philippe Troussier qui est favori pour lui succéder.
Pour autant, le Ghanéen Sam Arday assure l'intérim pour le match de la cinquième journée contre la République démocratique du Congo, le temps de trouver un nouveau sélectionneur pour un contrat de deux années minimum. Ce rôle lui a été confié grâce à ses résultats, à savoir avoir été le sélectionneur ayant obtenu la médaille de bronze avec le Ghana aux Jeux olympiques de 1992 à Barcelone puis celui qui a remporté la Coupe du monde de football des moins de 17 ans 1995. De plus, il a déjà été le sélectionneur des Black Stars entre 1996 et 1997.
Co-leader après quatre journées, les Black Stars affrontent à Kumasi la République démocratique du Congo, et dans un match fermé, les deux équipes ne concèdent pas de but et cela ne constitue pas une bonne performance pour les Black Stars.

#### Dujković réussit à qualifier le Ghana pour la Coupe du monde

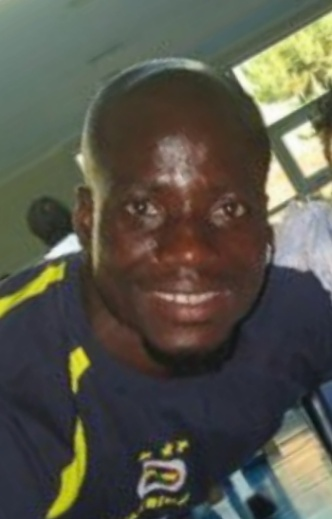
Le milieu de terrain ghanéen Stephen Appiah, ici en juillet 2006 avec le maillot de Fenerbahçe, est un élément essentiel de l'équipe des Black Stars durant les éliminatoires, tant dans le jeu que dans les buts inscrits.

Alors que Philippe Troussier est pressenti,, c'est finalement le Serbo-monténégrin Ratomir Dujković qui est désigné sélectionneur du Ghana. Précédemment sélectionneur adjoint de la République fédérale de Yougoslavie à l'Euro 2000 puis sélectionneur du Rwanda, avec qui il a réussi à qualifier le Rwanda pour la CAN 2004, il est recruté avec comme objectif de qualifier les Black Stars pour le Mondial en Allemagne.
Pour le premier match de Dujković et pour mieux préparer le match contre la République démocratique du Congo, le Ghana réalise un match de préparation contre le club néerlandais de l'Ajax Amsterdam, le 9 février 2005. Cela se solde par une défaite sur le score de deux buts à un à cause du doublé du Suédois Rasmus Lindgren, malgré un but de John Paintsil.
La sixième journée à Kinshasa contre la République démocratique du Congo, un autre prétendant à la qualification, a abouti un autre match nul consécutif (1-1). Après l'ouverture du score d'Asamoah Gyan à la 30e minute pour des Ghanéens privés de Michael Essien, les Congolais réagissent en début de deuxième période par Shabani Nonda. Cependant, aucune des deux équipes ne prend le dessus. Ce résultat arrange autant l'Afrique du Sud que le Cap-Vert, qui occupent les deux premieres places du groupe.
Pour le compte de la septième journée, les Black Stars retrouvent le Burkina Faso et récupèrent Michael Essien. Récemment nommé à la tête de la sélection burkinabè, le Français Bernard Simondi a construit son équipe en cadenassant Stephen Appiah, considéré comme le clé de voûte du jeu ghanéen. Cela a pour effet de voir les Ghanéens inefficaces en attaque malgré la possession de balles importante pour eux, mais ce sont les Burkinabés qui marquent à la 29e minute, sur un centre de Bébé Kambou pour la tête de Dagano. De même, en seconde période, les Ghanéens n'y arrivent pas mais à la 75e minute, ils profitent de la mésentente dans la défense burkinabè pour avoir un penalty, transformé par Stephen Appiah. Cela change la physionomie du match et les Ghanéens vont en profiter pour aggraver le score par Matthew Amoah à la 83e minute. Grâce à cette victoire, les Ghanéens sont deuxièmes ex-aequo avec les Congolais (RDC) et reviennent à trois points des Sud-Africains, leaders du groupe.
Dans le cadre de la huitième journée, les Ghanéens se déplacent en Afrique du Sud pour obtenir la première place. Dans ce match, l'Afrique du Sud, jouant sans Quinton Fortune (blessé) ni Benni McCarthy (suspendu), mise sur son atout, l'attaquant Shaun Bartlett qui a été dangereux dans le match sans pour autant être efficace. Mais le Ghana est patient et attend la 61e minute pour prendre l'avantage grâce à Matthew Amoah, sur une passe de Stephen Appiah. Ce dernier assoit la victoire ghanéenne dans le temps additionnel, lorsqu'il délivre un coup franc pour la tête d'Essien aux six mètres, assurant le score de buts à zéro. Grâce à cette victoire, le Ghana a son destin en main pour le Mondial. En effet, il suffit de deux victoires contre l'Ouganda et le Cap-Vert pour aller en Allemagne.

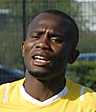
L'attaquant Matthew Amoah est revenu en mars 2005 après deux années d'absence et a marqué contre l'Ouganda lors de la neuvième journée.

L'objectif de se qualifier pour l'Allemagne passe par deux phases : tout d'abord par le match contre l'Ouganda, qu'il faut gagner impérativement. En effet, les Black Stars dominent facilement les Cranes, grâce à une tête d'Essien à la 10e minute ainsi que d'un slalom dans la surface de réparation d'Amoah à la 15e minute pour assurer la victoire et la première place.
La deuxième phase est le match contre le Cap-Vert. En effet, le Ghana a besoin que d'un point pour se qualifier et affronte le Cap-Vert à Praia. Sulley Muntari (qui revient de suspension), et Michael Essien dynamisent les Black Stars qui dominent le match, en inscrivant quatre buts. Ce match marque aussi le retour de Asamoah Gyan, qui revient de blessure, et qui inscrit un but à la 75e minute. Cette victoire permet à la fois d'assurer une place pour la CAN 2006 en Égypte et une place pour le Mondial en Allemagne.
Cette qualification historique pour le Ghana est saluée tant par la population que par les politiques. En effet, le président ghanéen John Kufuor de retour d'une visite officielle de cinq jours à Paris félicite les Black Stars et affirme que le gouvernement va aider l'équipe financièrement. En même temps, les habitants d'Accra ont subi un incident technique sur une centrale hydro-électrique qui a privé d'électricité près de la moitié du pays et ont difficilement vu le match, seuls les klaxons des voitures signalaient les buts ghanéens. Après cela, le président de la fédération confirme Dujković au poste de sélectionneur malgré des contacts avec l'Anglais Andy Cole, assisté de David Seaman.
Les trois premiers du classement sont qualifiés pour la CAN 2006 et seul le premier est qualifié pour le Mondial 2006. Voici le classement final après les trois matches joués lors de la dernière journée : 
| Rang | Équipe         | Pts | J  | G | N | P | Bp | Bc | Diff |  | Résultats (▼ dom., ► ext.) |     |     |     |     |     |     |
| ---- | -------------- | --- | -- | - | - | - | -- | -- | ---- |  | -------------------------- | --- | --- | --- | --- | --- | --- |
| 1    | Ghana          | 21  | 10 | 6 | 3 | 1 | 17 | 4  | +13  |  | Ghana                      |     | 0-0 | 3-0 | 2-1 | 2-0 | 2-0 |
| 2    | RD Congo       | 16  | 10 | 4 | 4 | 2 | 14 | 10 | +4   |  | RD Congo                   | 1-1 |     | 1-0 | 3-2 | 2-1 | 4-0 |
| 3    | Afrique du Sud | 16  | 10 | 5 | 1 | 4 | 12 | 14 | -2   |  | Afrique du Sud             | 0-2 | 2-2 |     | 2-0 | 2-1 | 2-1 |
| 4    | Burkina Faso   | 13  | 10 | 4 | 1 | 5 | 14 | 13 | +1   |  | Burkina Faso               | 1-0 | 2-0 | 3-1 |     | 1-2 | 2-0 |
| 5    | Cap-Vert       | 10  | 10 | 3 | 1 | 6 | 8  | 15 | -7   |  | Cap-Vert                   | 0-4 | 1-1 | 1-2 | 1-0 |     | 1-0 |
| 6    | Ouganda        | 8   | 10 | 2 | 2 | 6 | 6  | 15 | -9   |  | Ouganda                    | 1-1 | 1-0 | 0-1 | 2-2 | 1-0 |     |

#### L'affaire Samuel Kuffour

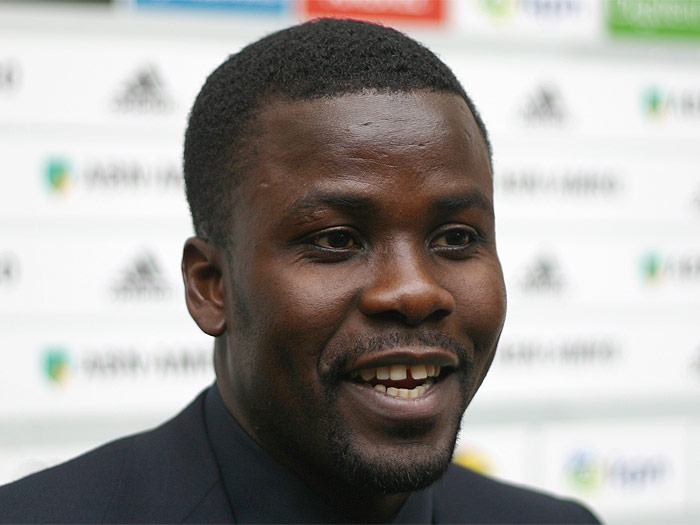
Le défenseur ghanéen du Bayern Munich puis de l'AS Roma Samuel Kuffour, ici en 2010, est au cœur d'une tension avec la fédération ghanéenne, durant les éliminatoires pour le Mondial allemand.

Dans le cadre de la sixième journée contre la République démocratique du Congo, le 14 mars 2005, le sélectionneur annonce sa liste et se passe de deux joueurs, à savoir Michael Essien (suspendu pour deux cartons jaunes pris lors des matches précédents) et Samuel Kuffour, (blessé). Cependant, dix jours plus tard, ce dernier affirme qu'il était à Kumasi pour voir son père malade, ce qui contredit les dires du sélectionneur et de la fédération : 

« Ce n'est pas vrai [que je suis blessé]. Ils ont menti. Si le sélectionneur ne veut pas que je joue, je comprendrai mais ils ne peuvent pas dire que je suis blessé. »

 

À la suite des propos tenus par Samuel Kuffour, le sélectionneur Dujković réagit publiquement une semaine plus tard et refuse de le convoquer mais laisse quand même une opportunité de revenir : 

« S'il veut être appelé une nouvelle fois, il doit excuser auprès de moi, de la fédération et de tous les Ghanéens parce que nous ne sommes pas des menteurs. »

Lorsque le match contre le Burkina Faso dans le cadre de la septième journée des éliminatoires arrive, le sélectionneur ne le convoque toujours pas puisque Kuffour ne s'est pas toujours excusé et reste ferme dans ses propos, considérant cela comme de l'indiscipline.
Cependant, afin de mettre fin à ce dialogue de sourds entre les acteurs, Samuel Kuffour passe à la télévision ghanéenne TV3 (en) le jeudi 11 août 2005 où il fait des excuses publiques envers le sélectionneur, la fédération mais surtout envers le Ghana.

« Si le sélectionneur et les Ghanéens veulent des excuses, pourquoi pas ? 
Je suis désolé pour tout ce qui est arrivé. J'ai parlé au sélectionneur et lui ai demandé s'il veut encore de moi pour jouer avec la sélection, je suis toujours prêt. 
Je suis Ghanéen et je mettrai le Ghana en avant. 
Dans le match de qualification contre le Burkina Faso, je me suis brisé l'épaule et la main mais j'ai continué de jouer malgré la douleur parce que j'aime mon pays. »

Malgré cela, il n'est pas sélectionné pour les deux dernières journées, ce qui n'empêche pas le Ghana de se qualifier. Mais après la qualification, des personnalités du football ghanéen comme Abedi Pelé souhaitent le retour d’éléments forts et expérimentés dont Otto Addo, mais surtout Samuel Kuffour afin d'étoffer l'équipe en vue de la CAN 2006 mais surtout du Mondial allemand.
Une fois les excuses faites et acceptées par la fédération, Samuel Kuffour n'est convoqué qu'à l'occasion de la victoire contre l'Arabie saoudite en match amical (3-1), le 14 novembre 2005. Il est titulaire après une année loin des Black Stars.

## Préparations pour le Mondial

### Première étape: CAN 2006
Dans l'optique de la CAN, les Ghanéens réalisent un stage, en Tunisie dès le 27 décembre 2005 où il dispute un match contre le Togo et un autre contre la Tunisie, se soldant par deux défaites (0-1 et 0-2). Puis après ce stage, ils se déplacent en Égypte pour un match de préparation contre le club d'Ismaily SC, face à qui ils s'inclinent. Cependant, durant cette préparation, les Black Stars doivent se passer d'Asamoah Gyan (blessé au ménisque), de Michael Essien (blessé à la cheville gauche, lors du match Chelsea-West Ham) et Sulley Muntari (blessé à la cheville droite), remplacés par Baba Adamu (en) et Louis Agyemang.

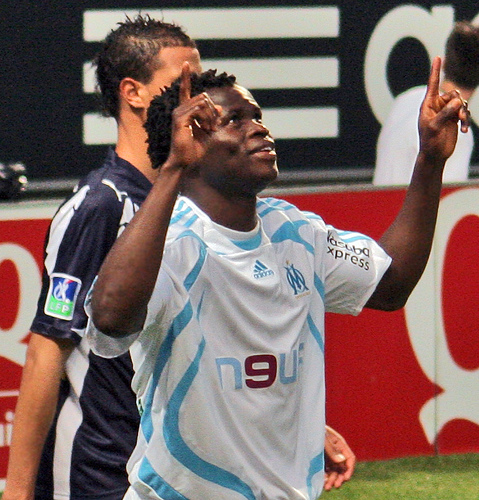
Le Nigérian Taye Taiwo inscrit le seul but du match entre le Nigeria et le Ghana (1-0).

Durant le tournoi, le Ghana se retrouve dans le groupe D face au Nigeria (tête de série), au Sénégal (équipe majeure en Afrique) et au Zimbabwe (petit poucet).
Pour son premier match, il s'agit d'un match entre deux grandes équipes d'Afrique et il y a une maîtrise des Nigérians qui sans Jay-Jay Okocha se procurent beaucoup de cinq occasions en première période contre trois pour les Ghanéens. En seconde période, malgré le poteau du Ghanéen Abubakari Yakubu à la 52e minute et deux grosses occasions aux 69e et 70e minutes, la domination reste nigériane et c'est sur un coup franc décalé que Taye Taiwo frappe des 30 mètres qui frôle le poteau permettant au Nigeria de gagner un but à zéro. Cette domination de match est confirmée par Samuel Kuffour qui dit que l'équipe ghanéenne a manqué de lucidité et dans les dernières minutes, l’inattention de l'équipe a coûté le but décisif.
Pour son deuxième match contre le Sénégal, et malgré l'absence de Samuel Kuffour, les Ghanéens sont plus déterminés que lors du premier match. En effet, Stephen Appiah a organisé le jeu et les Black Stars ont utilisé les couloirs et travaillé à déséquilibrer les Lions de la Téranga. C'est Matthew Amoah qui a marqué le seul but du match à la 14e minute, dans un angle fermé mais s'est blessé durant le match et ne joue pas le dernier match contre le Zimbabwe.
Enfin pour le dernier match contre le Zimbabwe, alors que le Ghana est favori, c'est le Zimbabwe qui est très offensif grâce à Peter Ndlovu, Benjani et Gilbert Mushangazhike alors que le Ghana est replié en défense et maladroit dans les actions. Mais c'est en seconde période que le score change : le défenseur ghanéen Issah Ahmed marque contre son camp à la 60e minute et Benjani aggrave le score huit minutes plus tard. À quelques minutes de la fin, le but du Zimbabwéen Joel Lupahla est refusé pour un hors-jeu. Malgré le naufrage ghanéen, Baba Adamu (en) sauve l'honneur dans le temps additionnel. Finalement, le Ghana s'incline deux buts à un et ne permet pas de se qualifier pour les quarts-de-finale,.
Le bilan est peu reluisant pour le Ghana à la CAN 2006 : sans Michael Essien et Sulley Muntari, le Ghana n'a pas été au niveau. Certains supporters commencent déjà à réclamer la démission du sélectionneur du Ghana. Le Nigérian Stephen Keshi, qui a qualifié le Togo pour le Mondial 2006, est approché par la fédération ghanéenne et est tout proche de devenir le sélectionneur du Ghana mais cela ne se fait pas. Quant au sélectionneur Dujković, il fait un bilan peu flatteur pour le Ghana.

« Le Zimbabwe a mieux joué que nous. Peut-être aujourd'hui, nous n'avons pas joué au niveau que vous attendiez mais le Ghana est une équipe qualifiée pour le Mondial et peut offrir un niveau plus élevé qu'aujourd'hui. »

Comme le sélectionneur adjoint des États-Unis Curt Onalfo venu superviser les Black Stars, le sélectionneur de l'Italie Marcello Lippi est déçu et dit que le Ghana n'a pas montré grand chose et espère voir une équipe ghanéenne meilleure au Mondial.

### Deuxième étape: En route vers l'Allemagne
Le premier match de préparation se fait contre le Mexique le 1er mars à Frisco. Le match a été dominé par les Mexicains et alors que les Ghanéens sont plus dangereux en seconde période, l'attaquant mexicain Guillermo Franco marque de la tête sur un centre de Luis Alonso Sandoval (es), trompant George Owu à la 75e minute. Finalement, le Ghana s'incline sur le score d'un but à zéro.
Un match contre l'Angleterre a été à l'étude en décembre 2005 pour les matches de mars 2006 mais cela ne s'est pas fait.

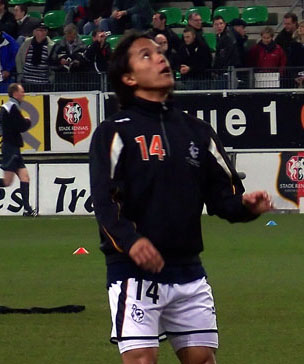
L'attaquant niçois Marama Vahirua, ici en 2008, inscrit le premier des trois buts contre le Ghana.

Après le Mexique, le Ghana devait affronter l'Iran le 29 mars 2006 mais il a annulé le match en raison de l'incapacité des Ghanéens à aligner une équipe compétitive et parce que c'est hors des dates du calendrier FIFA.
Puis, le Ghana entame une série de matches de préparation contre des clubs entre avril et mai : tout d'abord, alors que le 26 avril le Ghana devait affronter le club de Hanovre, le match est annulé et l'adversaire est remplacé par le VfB Stuttgart,. Ce match se termine par un match nul (1-1) avec des buts de Jon Dahl Tomasson pour Stuttgart et de Otto Addo pour le Ghana. Puis, des matches contre des clubs russes, ont été annulés, et c'est finalement le club français de l'OGC Nice à Nice que le Ghana rencontre. Sans Essien, la sélection est dominée dans tous les compartiments du jeu, pour preuve seule la frappe de Junior Agogo a inquiété le gardien Damien Grégorini à la 28e minute. Quant aux Niçois, ils ont inscrit trois buts par Marama Vahirua, Roberto Bisconti et Sébastien Roudet. Ensuite, le 21 mai, le Ghana avait prévu d'affronter le club allemand du VfL Wolfsburg mais c'est finalement un club autrichien de Lavantaller qui est l'adversaire, sans pour autant savoir le score de ce match.
Puis la sélection ghanéenne dans l'optique du Mondial décide de prendre un premier camp de base  à Seeboden, en Autriche parce que les terrains d'entraînement sont plus accessibles en Autriche, ce qui est fait dès le 14 mai 2006. Et c'est le lendemain que le sélectionneur Dujković donne la liste définitive des 23 sélectionnés pour le Mondial en Allemagne.
Quant au second camp de base, les Ghanéens s'établissent à Wurtzbourg,, en Bavière. Après cela, initialement prévu contre la Belgique, c'est face à la Turquie que le Ghana va jouer à Bochum. Mais les Ghanéens sont inquiets de la santé d'Essien pour une blessure à l'orteil durant l'entraînement mais il joue finalement le match,. Alors que la Turquie ouvre le score à la 16e minute par l'intermédiaire de Nihat Kahveci, les Ghanéens égalisent par Matthew Amoah à l'heure de jeu. Finalement, les deux équipes se neutralisent (1-1).
Pour finir, les Black Stars concluent leur préparation par deux matches contre la Jamaïque à Londres et contre la Corée du Sud à Édimbourg, qui se soldent par deux larges victoires (4-1 puis 3-1) et avec la manière.
C'est avec deux défaites, deux matches nuls et deux victoires que le Ghana se présente au Mondial allemand.

### Polémique autour des propos du sélectionneur
Interviewé en mai 2006 par le journal sportif allemand Sport Bild (de), le sélectionneur Ratomir Dujković parle de son équipe, de son objectif, de sa relation avec Samuel Kuffour et des problèmes rencontrés durant son mandat : 

« Les Ghanéens aiment le football. Ce peuple est très fan. Jusqu'à maintenant, il y avait beaucoup de déceptions malgré des talents comme Anthony Yeboah et Abedi Pelé. Il n'y avait pas d'unité et l'équipe était faite de petits groupes. C'est pour cela que j'ai introduit des mesures disciplinaires strictes quand j'ai été nommé. 
[Quand le Ghana a été éliminé au premier tour de la CAN 2006,] le gouvernement ghanéen voulait me virer. 90% des médias ont appelé à mon départ. Ils voulaient un sélectionneur local afin de prendre l'équipe pour le Mondial. Je suis toujours déçu de cet appel à ma démission. Je ne peux pas comprendre ce manque d'ingratitude. C'est la première fois que le Ghana se qualifie pour la Coupe du monde et tout le crédit me revient. [...]
[À la question de son avenir à la tête du Ghana, il dit que son] contrat se termine en décembre 2006. Peut-être je serai viré d'ici-là. [...] Je ne suis pas une personne qui peut travailler là où je ne suis pas apprécié.
[À la question de ses objectifs pour le Ghana à la Coupe du monde, il dit qu'il veut] atteindre au moins les demi-finales. [...]
[Concernant la décision de la non-convocation de Samuel Kuffour, il affirme que] Samuel Kuffour se prenait pour une star. Il a refusé de jouer lors de mon premier match en tant que sélectionneur contre l'Ajax Amsterdam parce que sa femme était malade. Trois jours plus tard, il joue un match caritatif pour les victimes du tsunami à Barcelone. Contre la République démocratique du Congo, il nous dit qu'il est malade mais plus tard, il communique aux médias que nous sommes des menteurs et qu'il n'a jamais été blessé. Je ne l'ai plus sélectionné durant les qualifications et s'il voulait revenir, il devait s'excuser auprès de la fédération ghanéenne.
C'est la clé de notre succès. La discipline est le plus gros problème avec les Africains. Ils n'en ont pas. Les Africains ont une mentalité différente des Européens ou des Sud-Américains. Mais comme j'ai viré Samuel de l'équipe, tout le monde sait qu'il ne faut pas plaisanter avec moi. Ce sont uniquement la discipline et la camaraderie qui fonctionnent.
[Pour autant,] je l'ai rappelé bien qu'il ne se soit pas excusé auprès de moi mais je suis flexible. [...] Je suis prêt à appeler le diable si cela peut m'aider. »

Cependant, le passage sur les Africains a très mal été perçu par les Ghanéens, qui considèrent cela comme du racisme et qui réclament sa démission. Des slogans comme « Go to hell racist Doya ! » sont affichés pour obtenir gain de cause. Ce n'est pas la première fois que sa démission est demandée, comme après la CAN 2006. Face à cela, le sélectionneur parle d'incompréhension de ses propos et d'un quiproquo : 

« Mes propos ont été déformés. Je n'ai jamais dit les choses comme cela. J'ai effectivement parlé de discipline et j'ai dit qu'en Afrique, les joueurs ne l'étaient pas, en raison de mentalités différentes de celles des Européens et des Latino-Américains. »

Malgré cette polémique, le sélectionneur est maintenu en place afin de préparer le Mondial allemand.

## La Coupe du monde 2006: la surprise ghanéenne

### La quête des 23 pour la Coupe du monde

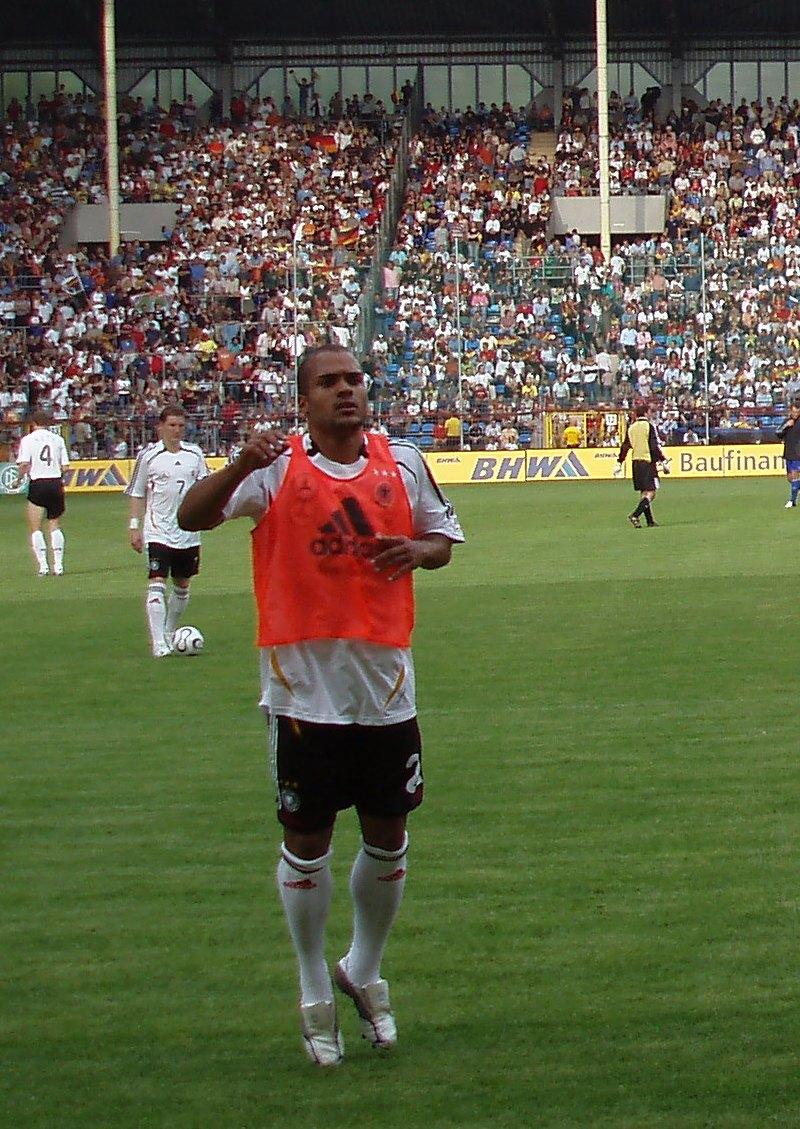
L'Allemand David Odonkor, d'origine ghanéenne, a été contacté par la Fédération ghanéenne en janvier 2006 mais il a refusé. Il est cependant appelé par l'Allemagne pour le Mondial 2006, à la surprise générale.

Afin de réaliser la liste des 23 Ghanéens pour le Mondial en Allemagne, le sélectionneur Ratomir Dujković décide de ratisser le plus de joueurs ghanéens ou d'origine ghanéenne. Pour cela, il compose l'équipe autour de trois éléments essentiels, à savoir Michael Essien, Sulley Muntari et Stephen Appiah.
Tout d'abord, il a tenté de contacter l'Allemand d'origine ghanéenne David Odonkor, mais il refuse. Puis, le joueur de 16 ans Freddy Adu, né au Ghana et élevé aux États-Unis, a été contacté et a hésité entre les deux pays,, mais ce dernier souhaite jouer la Coupe du monde 2006 avec les États-Unis. Puis il a testé l'attaquant Junior Agogo, lors du match contre Nice, mais il ne le retient pas pour le Mondial.
De même, il doit composer avec des absents pour des suspensions ou des blessures : le milieu de terrain Laryea Kingston est suspendu pour quatre matches par la FIFA à la suite de son exclusion lors de la CAN 2006 contre le Sénégal ; l'attaquant Joetex Asamoah Frimpong s'est blessé gravement à la côte à la suite d'un choc avec le gardien ougandais durant le match contre l'Ouganda lors de la neuvième journée ; le Belgo-ghanéen Salou Ibrahim, (fracture à la pommette), Isaac Boakye (blessure au genou) et Lloyd Owusu (en) (blessure à l'aine lors du match contre Stuttgart).
Cette large revue d'effectif a ainsi permis d'établir une liste composée de vingt-huit joueurs ghanéens, mais le 15 mai 2006, le sélectionneur Ratomir Dujković a annoncé une liste définitive composée de vingt-trois joueurs pour le mondial. Par rapport à la CAN 2006, il a changé douze joueurs, soit la moitié de l'effectif mais il a sélectionné quatre Ghanéens jouant dans le championnat local. Finalement, cinq joueurs sont mis en réserve jusqu'au 11 juin, à savoir le gardien Philemon McCarthy, le défenseur Aziz Ansah, le milieu de terrain Yussif Chibsah et les attaquants Baffour Gyan et Baba Adamu (en).

### Slogan, sponsor, pronostic et cote
Tout d'abord, pour le slogan qui figure sur le bus de la sélection, il est le résultat d'un concours initié par le constructeur automobile sud-coréen Hyundai, qui est chargé de l'apposer sur les bus de chaque sélection dès le 22 mai 2006. Le slogan choisi pour le Ghana est le suivant : « Black Stars Monko, Yån Wiase Mu Nsroma. », ce qui veut dire en français « Allez les Black Stars, les stars de notre monde. »,.
Puis, concernant l'équipementier, le 13 octobre 2005, l'équipementier allemand Puma signe un contrat de trois ans, avec une clause optionnelle de deux années supplémentaires, avec la fédération ghanéenne de football (GFA) d'une valeur de douze millions de dollars afin d'équiper la sélection ghanéenne. Ainsi, l'équipementier va équiper douze des trente-deux nations pour le Mondial 2006, dont les cinq représentants de l'Afrique.
| Couleurs | Blanc et rouge |
| Marque   | Puma           |
| Domicile | Extérieur      |

Pour finir, alors que le sélectionneur Ratomir Dujković vise de manière optimiste les demi-finales, les bookmakers ne sont pas aussi optimistes. En effet, la cote chez les bookmakers avec 99/1 pour le site néo-zélandais Pinnaclesports.com, 250/1 pour la BBC ou 251.00 pour le site de paris en ligne Bet365.com. Cela montre que l'indécision des bookmakers sur le parcours des Ghanéens à la Coupe du monde.

### Tirage au sort et réactions

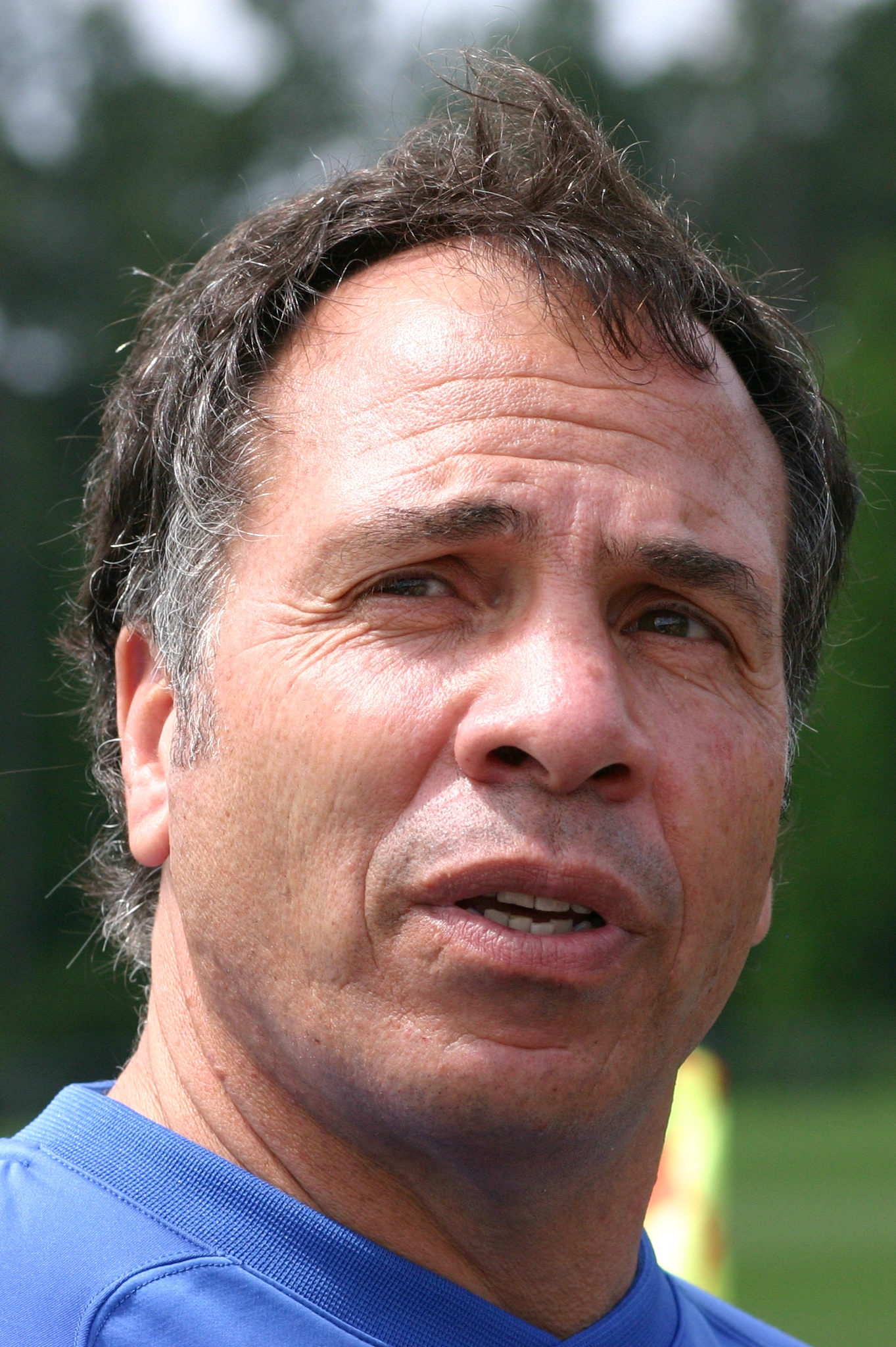
Le sélectionneur américain Bruce Arena juge le groupe E difficile, surtout à cause de la présence de l'Italie et de la République tchèque.

Lors du tirage au sort à Leipzig le 9 décembre 2005, le Ghana (qui figure dans le chapeau 2 comme la troisième nation la mieux classée au classement FIFA) est placé dans le groupe E, avec l'Italie (chapeau 1, treizième au classement FIFA), la République tchèque (chapeau 3, deuxième au classement FIFA) et les États-Unis (chapeau 4, cinquième dans le classement FIFA). Le calendrier des matches du Ghana est le suivant : d'abord l'Italie, puis la République tchèque et pour finir les États-Unis.
Les réactions attendues tournent autour d'un groupe où l'Italie est favorite par rapport aux autres équipes et c'est la deuxième place qui est le centre d'intérêt des trois autres sélections. Quant au Ghana, il n'est jamais mentionné dans les réactions après le tirage. Tout d'abord, pour l'Italie, le sélectionneur Marcello Lippi déclare qu'il est « satisfait. Cela va être difficile mais ce n'est pas un problème » mais il continue en affirmant que « les États-Unis et la République tchèque sont mieux classés que l'Italie mais cela va passer facilement. [L'Italie] va passer facilement le premier tour et est contente de ne pas croiser le Brésil par la suite. ».
Quant aux États-Unis, le sélectionneur Bruce Arena déclare que « c'est un groupe difficile, cela nous rappelle la phase de poule de la Coupe du monde 1990. Nous avons évité les favoris brésiliens, argentins, anglais et allemands et il est possible de passer le premier tour. »,. De même pour la République tchèque, le sélectionneur Karel Bruckner déclare que « L'Italie est favorite du groupe, pas nous et je ne connais pas les deux autres équipes [(Ghana et États-Unis)]. Nous aurons à travailler pour ces deux-là. Je suis triste que le premier match soit contre les États-Unis. »,. Pour finir, le sélectionneur du Ghana déclare que « Cela sera difficile. [...]Nous allons nous battre jusqu'à la dernière minute pour passer le premier tour. ».

### Un premier tour totalement fou

#### J1: Face au favori italien

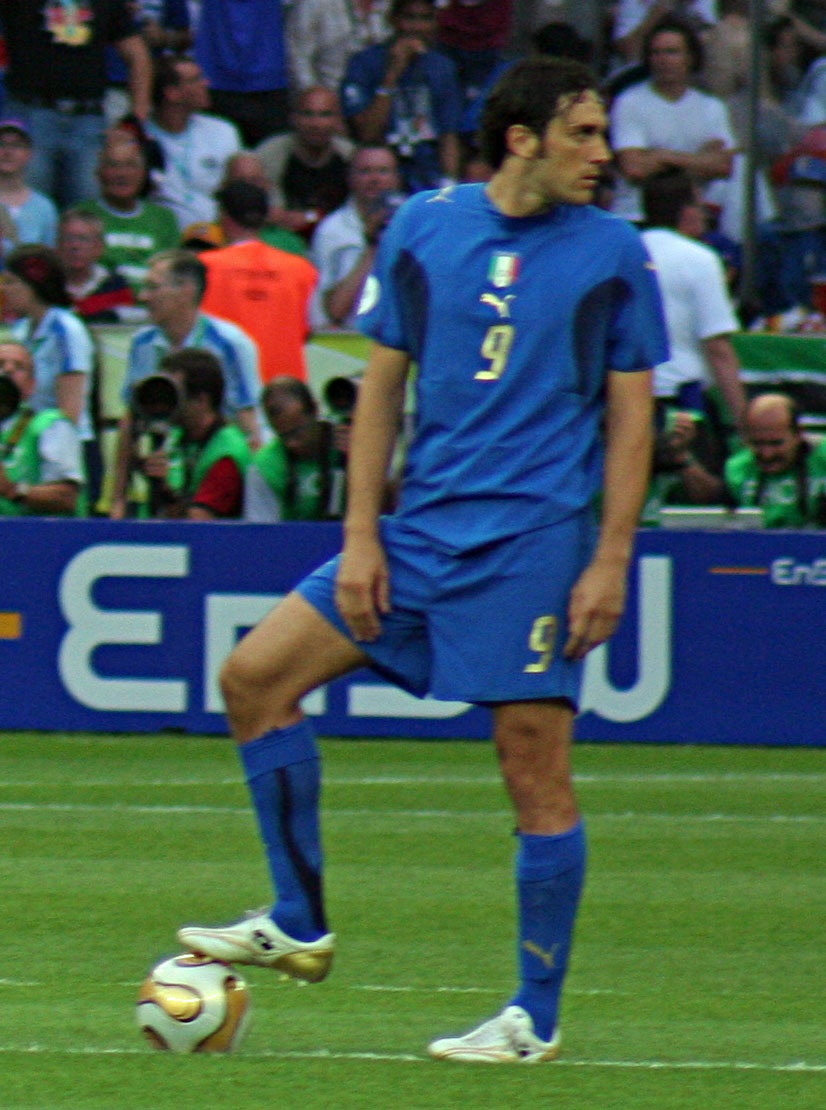
L'attaquant Luca Toni, ici en finale de la Coupe du monde 2006 contre la France, a touché la transversale à la 12e minute contre le Ghana.

Pour le premier match des Ghanéens, les Black Stars affrontent l'Italie. Touchée par les scandales du Moggiopoli et des paris clandestins, la Squaddra Azzura débute le mondial dans un contexte difficile. De plus, elle doit composer sans Gianluca Zambrotta (victime d'une élongation à la cuisse gauche), ni Gennaro Gattuso (lésion au quadriceps de la jambe droite), ni Alessandro Nesta incertain.
Offensifs dès le début de match, les Black Stars n'inquiètent pas pour autant le gardien italien Gianluigi Buffon mais à la 12e minute, l'attaquant italien de la Fiorentina Luca Toni frappe la barre transversale. Une minute plus tard, Asamoah Gyan frappe qui passe très près du poteau. Malgré une possession de balle égale, les Italiens sont plus pressants et dangereux et à la 40e minute, sur un corner, les Ghanéens ne peuvent rien faire sur la frappe de Andrea Pirlo aux 23 mètres, qui ouvre le score. Sulley Muntari est averti une minute après pour une faute.
En seconde période, les Ghanéens tentent comme à la 55e minute par Michael Essien mais laissent des espaces et n'arrivent pas facilement à rentrer dans la surface de réparation italienne. Mais c'est Asamoah Gyan qui est le plus remuant, avec un carton jaune à la 65e minute et deux situations litigieuses aux 72e et 79e minutes auraient pu donner deux pénaltys mais à chaque fois l'arbitre brésilien Carlos Simon ne siffle pas. Quant aux Italiens, ils gèrent et procèdent à des contre-attaques. À la 81e minute, après une perte de balle de Sulley Muntari dans le camp italien, Vincenzo Iaquinta est lancé en profondeur mais grâce à un bon pressing, il profite d'une mauvaise passe en retrait de Samuel Kuffour pour se retrouver en face-à-face avec le gardien Richard Kingson. Il le crochète et marque dans le but vide pour le 2-0. Le Ghana s'incline logiquement face au favori du groupe.

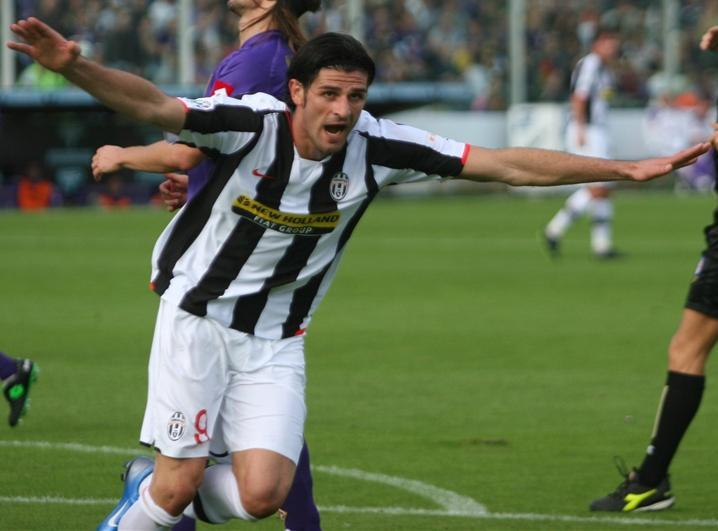
Vincenzo Iaquinta, ici avec la Juventus en octobre 2007 contre la Fiorentina, inscrit son premier but en sélection et le second but des Italiens, lors de la victoire italienne sur le Ghana (2-0).

Quant aux réactions d'après-match, elles soulignent la domination logique de l'Italie et le niveau des Ghanéens : tout d'abord, le sélectionneur italien Marcello Lippi trouve que l'équipe italienne à bien jouer.

« C'est une bonne performance, un match positif. Nous avons joué comme nous l'avions prévu. Nous avons eu beaucoup plus d'occasions. Je suis satisfait du travail de l'équipe et je suppose que les joueurs sont heureux car les vingt derniers jours ont été difficiles. Le Ghana a un milieu de terrain très fort et ses attaquant sont très rapides. Je pense que le match a été dur mais d'un haut niveau. »

Cependant côté ghanéen, le sélectionneur Dujković est plutôt clément avec son équipe malgré la défaite : 

« Je suis satisfait [globalement du match]. Je ne peux pas me plaindre. Les joueurs ont perdu mais ils ont bien joué. Nous n'avons pas réussi à contrôler Pirlo, il a été très bon et il a marqué un but. Nous avons eu des problèmes sur le côté gauche car celui qui était chargé du couloir [Emmanuel Pappoe] n'a pas fait ce qu'on lui avait demandé. Maintenant nous allons préparer le prochain match contre la République tchèque. Et je pense que nous pouvons toujours passer le premier tour. »

Cela contraste avec le discours de Michael Essien : 

« Les problèmes de l'équipe ce soir ont surtout été offensifs. On n'avait pas trop de solutions. Il y a tout de même quelques motifs de satisfaction, car nous avons plutôt bien joué. Nous avons réussi à nous trouver au milieu de terrain. Pour la qualification, on a encore une chance. Tout se jouera certainement contre la République tchèque, puisque les États-Unis ont déjà une défaite. »

| Match 10                                         | Italie                   | 2 - 0 | Ghana | FIFA WM Stadion Hannover, Hanovre             |                                               |
| 12 juin 2006 · 21:00 · Historique des rencontres | Pirlo 40e · Iaquinta 83e |       |       | Spectateurs : 43 000 Arbitrage : Carlos Simon | Spectateurs : 43 000 Arbitrage : Carlos Simon |
| 12 juin 2006 · 21:00 · Historique des rencontres | (Rapport)                |       |       | Spectateurs : 43 000 Arbitrage : Carlos Simon | Spectateurs : 43 000 Arbitrage : Carlos Simon |

| ITALIE :        |    |                      |     |     |
|                 |    |                      |     |     |
| GB              | 1  | Gianluigi Buffon     |     |     |
| ArD             | 2  | Cristian Zaccardo    |     |     |
| ArC             | 13 | Alessandro Nesta     |     |     |
| ArC             | 5  | Fabio Cannavaro      |     |     |
| ArG             | 3  | Fabio Grosso         |     |     |
| MDf             | 21 | Andrea Pirlo         |     |     |
| AiD             | 20 | Simone Perrotta      |     |     |
| AiG             | 4  | Daniele De Rossi     | 10e |     |
| MJ              | 10 | Francesco Totti      |     | 56e |
| AtD             | 11 | Alberto Gilardino    |     | 64e |
| AtG             | 9  | Luca Toni            |     | 82e |
| Remplacements : |    |                      |     |     |
| MOf             | 16 | Mauro Camoranesi     | 62e | 56e |
| AC              | 15 | Vincenzo Iaquinta    | 88e | 64e |
| AC              | 7  | Alessandro Del Piero |     | 82e |
| Manager :       |    |                      |     |     |
| Marcello Lippi  |    |                      |     |     |

| GHANA :          |    |                    |     |     |
|                  |    |                    |     |     |
| GB               | 22 | Richard Kingson    |     |     |
| ArD              | 15 | John Paintsil      |     |     |
| ArC              | 4  | Samuel Kuffour     |     |     |
| ArC              | 5  | John Mensah        |     |     |
| ArG              | 6  | Emmanuel Pappoe    |     | 46e |
| AiD              | 18 | Eric Addo          |     |     |
| MOf              | 8  | Michael Essien     |     |     |
| MOf              | 10 | Stephen Appiah     |     |     |
| AiG              | 11 | Sulley Ali Muntari | 41e |     |
| AtD              | 14 | Matthew Amoah      |     | 68e |
| AtG              | 3  | Asamoah Gyan       | 65e | 89e |
| Remplacements :  |    |                    |     |     |
| MDf              | 7  | Illiasu Shilla     |     | 46e |
| AC               | 19 | Razak Pimpong      |     | 68e |
| AC               | 12 | Alex Tachie-Mensah |     | 89e |
| Manager :        |    |                    |     |     |
| Ratomir Dujković |    |                    |     |     |

| Assistants : Aristeu Tavares Ednilson Corona Quatrième arbitre : Khalil Al Ghamdi Cinquième arbitre : Hamdi Al Kadri Homme du match : Andrea Pirlo |

#### J2: La surprise ghanéenne face aux Tchèques

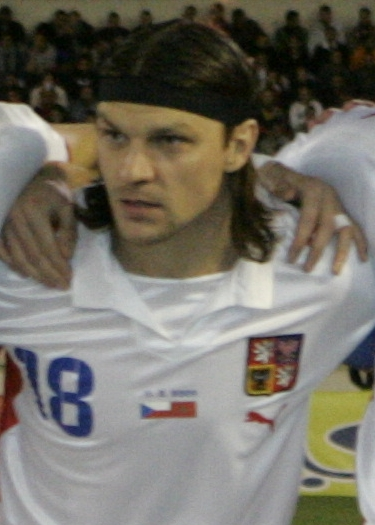
Le défenseur tchèque de la Fiorentina Tomáš Ujfaluši, ici en 2009 contre le Maroc, est fautif sur le premier but du Ghana et est expulsé à la 64e minute, concédant un penalty pour le Ghana.

Après la défaite initiale contre l'Italie, les Ghanéens affrontent les Tchèques, qui sont classés deuxièmes au classement FIFA du 17 mai 2006 et qui viennent de battre les États-Unis lors du match précédent.
Avec les forfaits des Tchèques de Milan Baroš (blessure à la voûte plantaire), de Jan Koller (claquage à la cuisse droite) et de Vladimír Šmicer (blessure à la cuisse), les Ghanéens sans Samuel Kuffour (non retenu à cause de son erreur contre l'Italie) n'ont pas d'autre choix que de gagner pour espérer se qualifier pour le tour suivant. Et dès le début du match, ils profitent d'une erreur du défenseur Ujfaluši pour ouvrir le score par Asamoah Gyan à la deuxième minute, sur un enchaînement d'un amorti de poitrine et d'une demi-volée du gauche aux seize mètres, trompant Petr Čech. Alors, les Tchèques réagissent vite avec une frappe non cadrée de Marek Jankulovski à la 4e minute puis de Jaroslav Plašil à la 7e minute. Les minutes suivantes montrent des attaques venant des deux équipes à tour de rôle (une frappe non cadrée du Tchèque Karel Poborský à la 29e minute et une frappe de Gyan à la 38e minute au-dessus de la transversale). À la mi-temps, les Ghanéens mènent grâce à ce but rapidement inscrit face à des Tchèques offensifs mais maladroits devant le but et surtout le score aurait pu être plus important, sans les nombreux arrêts de Čech.

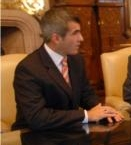
L'arbitre argentin Horacio Elizondo, qui officie pendant le match, distribue sept cartons jaunes, un carton rouge et siffle un penalty.

En deuxième période, les Tchèques attaquent et frappent seulement à la 55e minute par Jaroslav Plašil mais le tournant arrive neuf minutes plus tard lorsque le défenseur tchèque Tomáš Ujfaluši fauche dans la surface de réparation Matthew Amoah, filant seul au but. Pour cette acte, il est expulsé par l'arbitre argentin Horacio Elizondo. Quant au penalty, alors que Asamoah Gyan l'inscrit avant que l'arbitre siffle, il est averti et doit retirer le penalty qu'il manque (frappe sur le poteau). Mais à dix, les Tchèques cèdent à la 82e minute par un but de Sulley Muntari, sur une frappe du gauche à dix mètres du but dans la lucarne. Finalement, c'est le Ghana qui crée la sensation en s'imposant deux buts à zéro et c'est Michael Essien qui a été élu l'homme du match par la FIFA, du fait de son énorme travail au milieu de terrain.
À Prague, au coup de sifflet final, les supporters tchèques font des hurlements de singe pour manifester leur mécontentement et en voyant la joie des Ghanéens.
Quant aux réactions d'après-match, elles soulignent la domination surprenante du Ghana : le sélectionneur du Ghana est « surpris car ça ne fait que 2-0. Mais il ne faut pas s'emballer. Les Africains sont des personnes très émotives. C'est le prochain match qui sera le plus important. C'est une surprise car nous n'étions pas du tout favoris pour ce match. Mais j'avais dit que le Ghana pouvait créer la surprise. », ce qui va dans le sens du sélectionneur tchèque Karel Brückner qui « félicite le Ghana. Le match n'a pas bien commencé pour nous. Après l'exclusion d'Ujfaluši, c'était très compliqué et après le deuxième but, il était trop tard. Les joueurs ghanéens sont vraiment très adroits balle au pied et ils sont incroyables en attaque. »

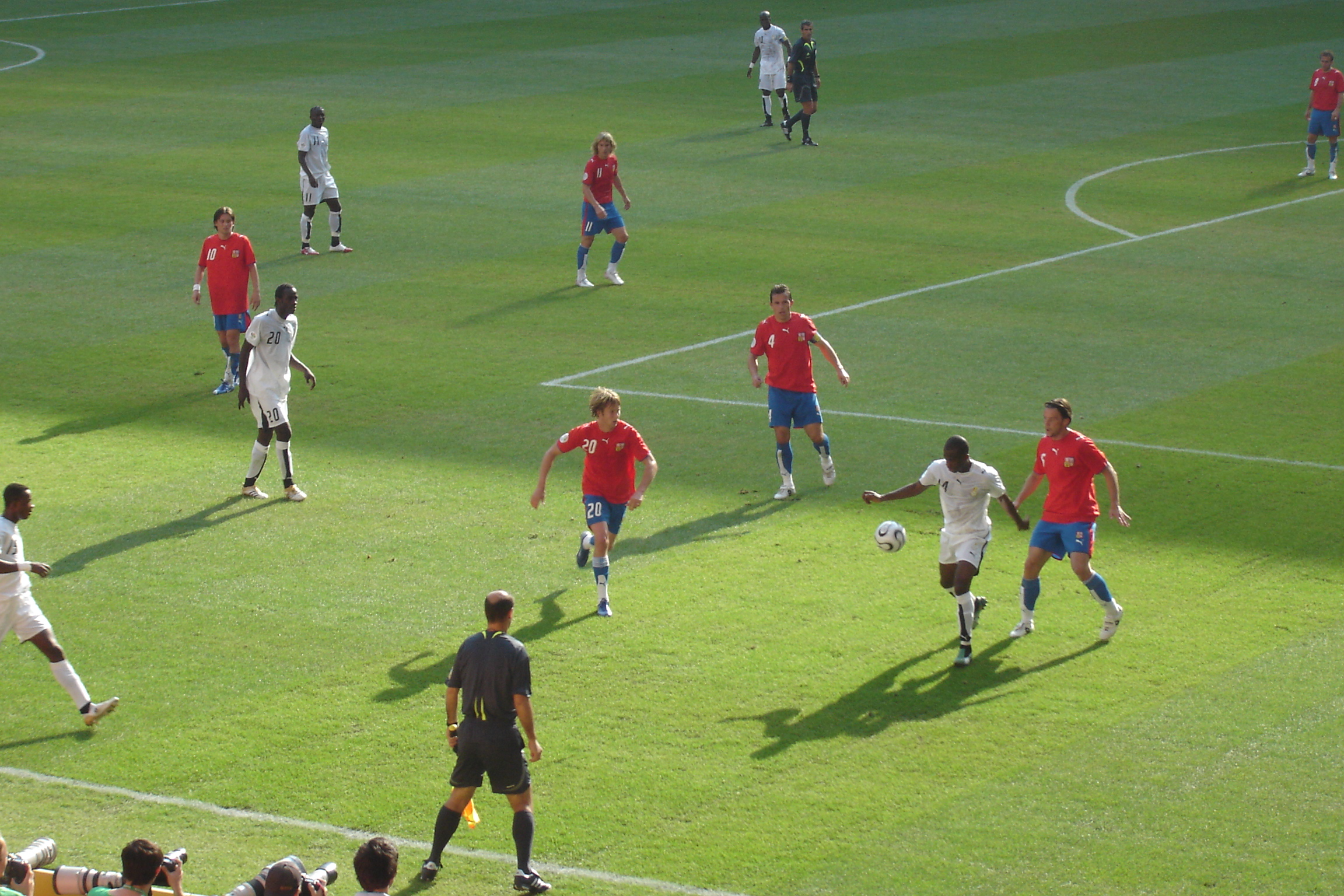
Photographie d'une action du match République tchèque-Ghana (0-2).
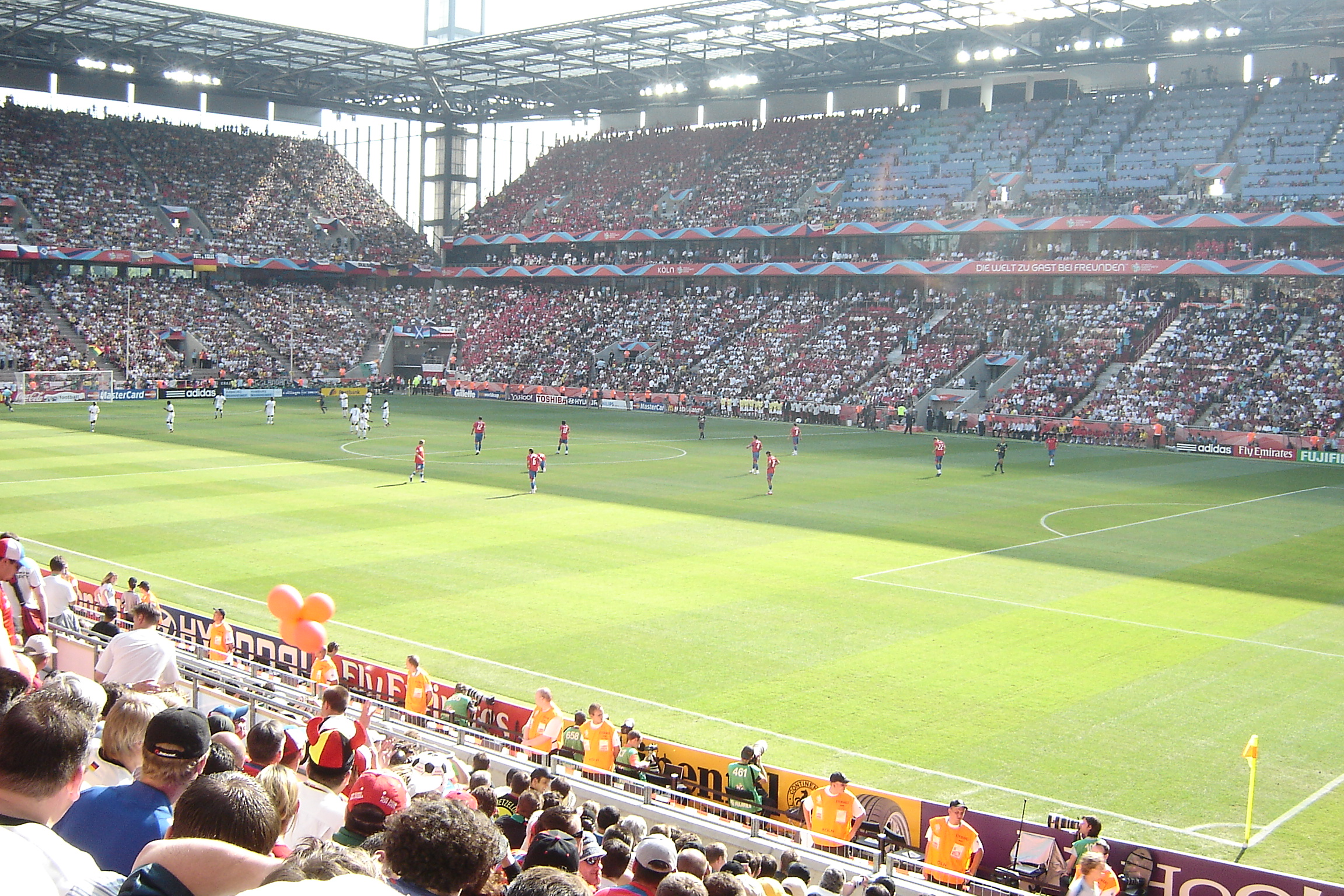
Vue du stade lors du match République tchèque-Ghana (0-2)

| Match 25                                         | Tchéquie  | 0 - 2 | Ghana                 | FIFA WM Stadion Köln, Cologne                     |                                                   |
| 17 juin 2006 · 18:00 · Historique des rencontres |           |       | 2e Gyan · 82e Muntari | Spectateurs : 45 000 Arbitrage : Horacio Elizondo | Spectateurs : 45 000 Arbitrage : Horacio Elizondo |
| 17 juin 2006 · 18:00 · Historique des rencontres | (Rapport) |       |                       | Spectateurs : 45 000 Arbitrage : Horacio Elizondo | Spectateurs : 45 000 Arbitrage : Horacio Elizondo |

| TCHÉQUIE :      |    |                   |     |     |
|                 |    |                   |     |     |
| GB              | 1  | Petr Čech         |     |     |
| ArD             | 2  | Zdeněk Grygera    |     |     |
| ArC             | 21 | Tomáš Ujfaluši    | 65e |     |
| ArC             | 22 | David Rozehnal    |     |     |
| ArG             | 6  | Marek Jankulovski |     |     |
| MDf             | 4  | Tomáš Galásek     |     | 46e |
| AiD             | 8  | Karel Poborský    |     | 56e |
| MOf             | 10 | Tomáš Rosický     |     |     |
| MOf             | 11 | Pavel Nedvěd      |     |     |
| AiG             | 20 | Jaroslav Plašil   |     | 68e |
| AC              | 12 | Vratislav Lokvenc | 49e |     |
| Remplacements : |    |                   |     |     |
| MOf             | 19 | Jan Polák         |     | 46e |
| MOf             | 17 | Jiří Štajner      |     | 56e |
| MOf             | 7  | Libor Sionko      |     | 68e |
| Manager :       |    |                   |     |     |
| Karel Brückner  |    |                   |     |     |

| GHANA :          |    |                    |       |     |
|                  |    |                    |       |     |
| GB               | 22 | Richard Kingson    |       |     |
| ArD              | 15 | John Paintsil      |       |     |
| ArC              | 5  | John Mensah        |       |     |
| ArC              | 7  | Illiasu Shilla     |       |     |
| ArG              | 13 | Habib Mohamed      | 90+3e |     |
| AiD              | 20 | Otto Addo          | 18e   | 46e |
| MOf              | 8  | Michael Essien     | 37e   |     |
| MOf              | 10 | Stephen Appiah     |       |     |
| AiG              | 11 | Sulley Ali Muntari | 84e   |     |
| AtD              | 3  | Asamoah Gyan       | 66e   | 85e |
| AtG              | 14 | Matthew Amoah      |       | 80e |
| Remplacements :  |    |                    |       |     |
| MOf              | 9  | Derek Boateng      | 75e   | 46e |
| MOf              | 18 | Eric Addo          |       | 80e |
| AC               | 19 | Razak Pimpong      |       | 85e |
| Manager :        |    |                    |       |     |
| Ratomir Dujković |    |                    |       |     |

| Assistants : Dario Garcia Rodolfo Otero Quatrième arbitre : Jerome Damon Cinquième arbitre : Enock Molefe Homme du match : Michael Essien |

#### L'affaire du drapeau israélien

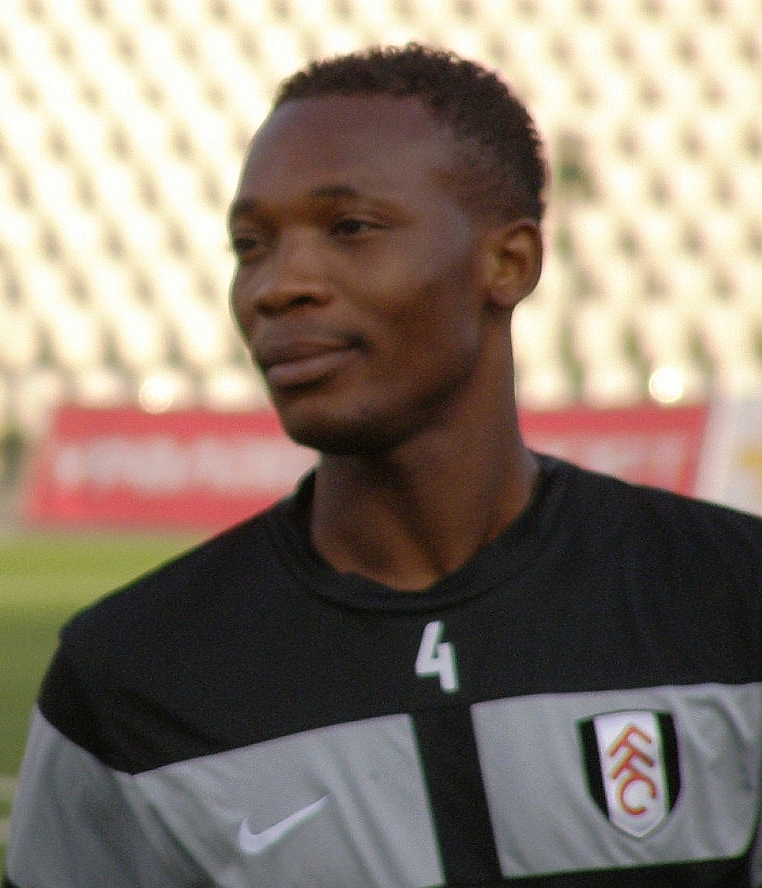
Le défenseur ghanéen John Paintsil, ici en 2009 avec Fulham est au cœur d'une polémique, à savoir arborer le drapeau israélien durant le match, qui a suscité des réactions au sein du monde arabe.

Lors du match contre la République tchèque, la célébration des buts de Asamoah Gyan et de Sulley Muntari a été l'occasion pour les défenseurs Emmanuel Pappoe et John Paintsil d'arborer le drapeau israélien. Mais c'est essentiellement John Paintsil qui voulait rendre hommage à son club, à savoir l'Hapoël Tel-Aviv. Selon le journal The Jerusalem Post, Paintsil avait promis de le faire si son équipe inscrivait un but.
Cela a bien été perçu en Israël mais pas dans les pays du monde arabe. Par exemple, en Égypte, certains journaux comme Al-Masri al-youm affirment que Paintsil est un agent du Mossad ou qu'il a été payé par un Israélien pour faire cela.
Afin de se dépêtrer de cette affaire, la fédération ghanéenne, via son porte-parole Randy Abbey, s'excuse du geste de Paintsil, mettant en avant sa naïveté. De plus, le porte-parole ghanéen affirme que cela « ne reflète pas le point de vue politique de la sélection ghanéenne, ni celui de la fédération, ni celui du gouvernement ghanéen ».
De même, le joueur s'est excusé et n'a pas voulu, selon ses dires, offenser quiconque. Cela lui a permis d'éviter une possible sanction de la part de la FIFA.

#### J3: Qualification historique pour le Ghana

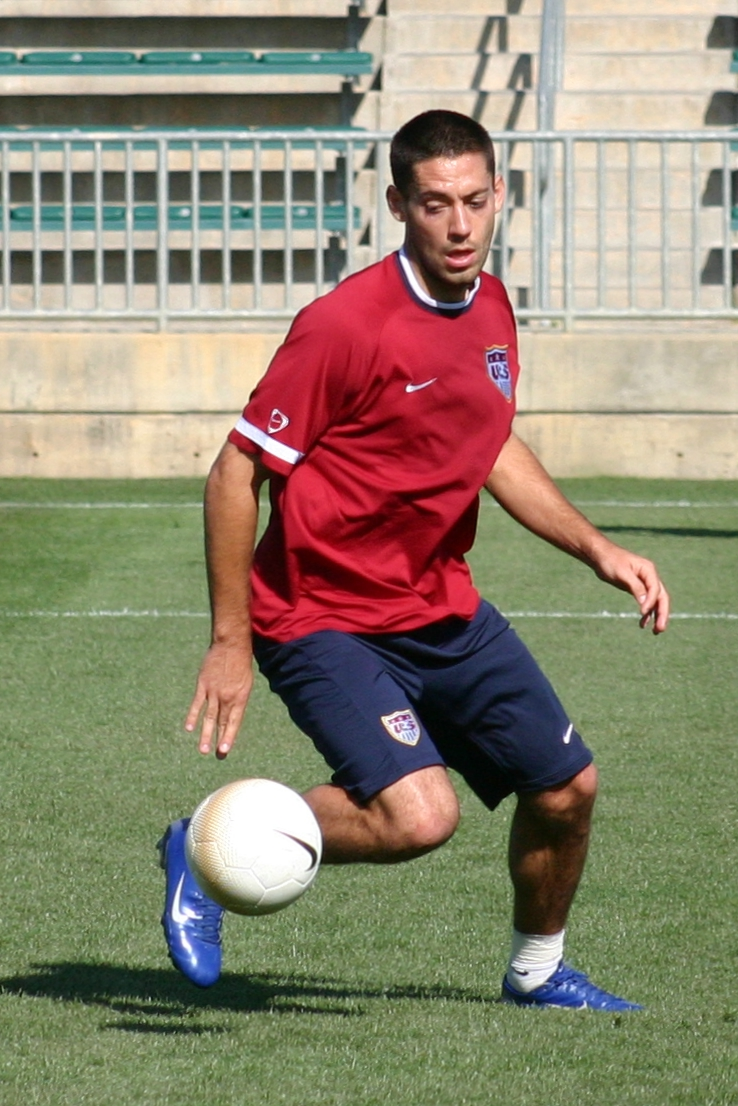
Le joueur américain Clint Dempsey, ici en avril 2006, inscrit le but égalisateur contre le Ghana mais ne peut pas empêcher la défaite contre le Ghana (1-2).

Forts du succès contre la République tchèque, les Black Stars, sans Asamoah Gyan et Sulley Muntari (suspendus tous les deux), sont favoris de ce match contre les États-Unis et ont une chance de se qualifier, tout comme les Américains. Avant le match, ils ont eu la visite de l'attaquant camerounais Samuel Eto'o, élu meilleur joueur africain de l'année et les appels téléphoniques de l'Ivoirien Didier Drogba et du Togolais Emmanuel Adebayor pour soutenir le Ghana. De même, le secrétaire général des Nations unies, à savoir le Ghanéen Koffi Annan, les appelle pour les encourager et les soutenir.
Mais le début de match est cadenassé par les Américains, qui bloquent les couloirs ainsi que le milieu de terrain ghanéen. Les Ghanéens tentent de muscler le jeu mais cela engendre un carton jaune à la 6e minute de jeu pour Michael Essien, qui sera suspendu en cas de victoire pour le prochain match. Cependant, ils continuent à aller de l'avant et il faut attendre la 22e minute pour que Haminu Draman récupère la balle dans les pieds de Claudio Reyna à 25 mètres du but américain et se présente face à Kasey Keller qui est battu d'une frappe croisée de l'intérieur du pied dans le petit filet. Il faudra attendre la 43e minute pour que les Américains égalisent, sur un service de DaMarcus Beasley pour Clint Dempsey, trompant Richard Kingson. Mais cette euphorie pour les Américains retombe vite deux minutes plus tard lorsque l'arbitre allemand Markus Merk, siffle un penalty pour une faute dans la surface de Oguchi Onyewu sur Razak Pimpong. Le penalty est transformé par le capitaine Stephen Appiah, prenant à contre-pied le gardien américain. À la mi-temps, le Ghana est qualifié mais doit tenir pour le rester.
Durant la seconde période, les Américains doivent inscrire deux buts pour se qualifier et vont à l'assaut du but de Richard Kingson. Mis à part l’occasion franche du Ghanéen Matthew Amoah à la 54e minute, les États-Unis font le forcing et ils touchent le poteau à la 65e minute sur une tête de Brian McBride, tentent de marquer entre les 66e et 70e minutes par Carlos Bocanegra et par Oguchi Onyewu sur un corner, la balle passant juste au-dessus de la transversale. Mais à la soixante-quatorzième minute, Haminu Draman se blesse dans un choc avec Ben Olsen et est remplacé. Mais la maladresse des attaquants américains comme ghanéens ne permet pas d'inscrire de nouveaux buts et c'est le Ghana qui s'impose sur le score de deux buts à un.

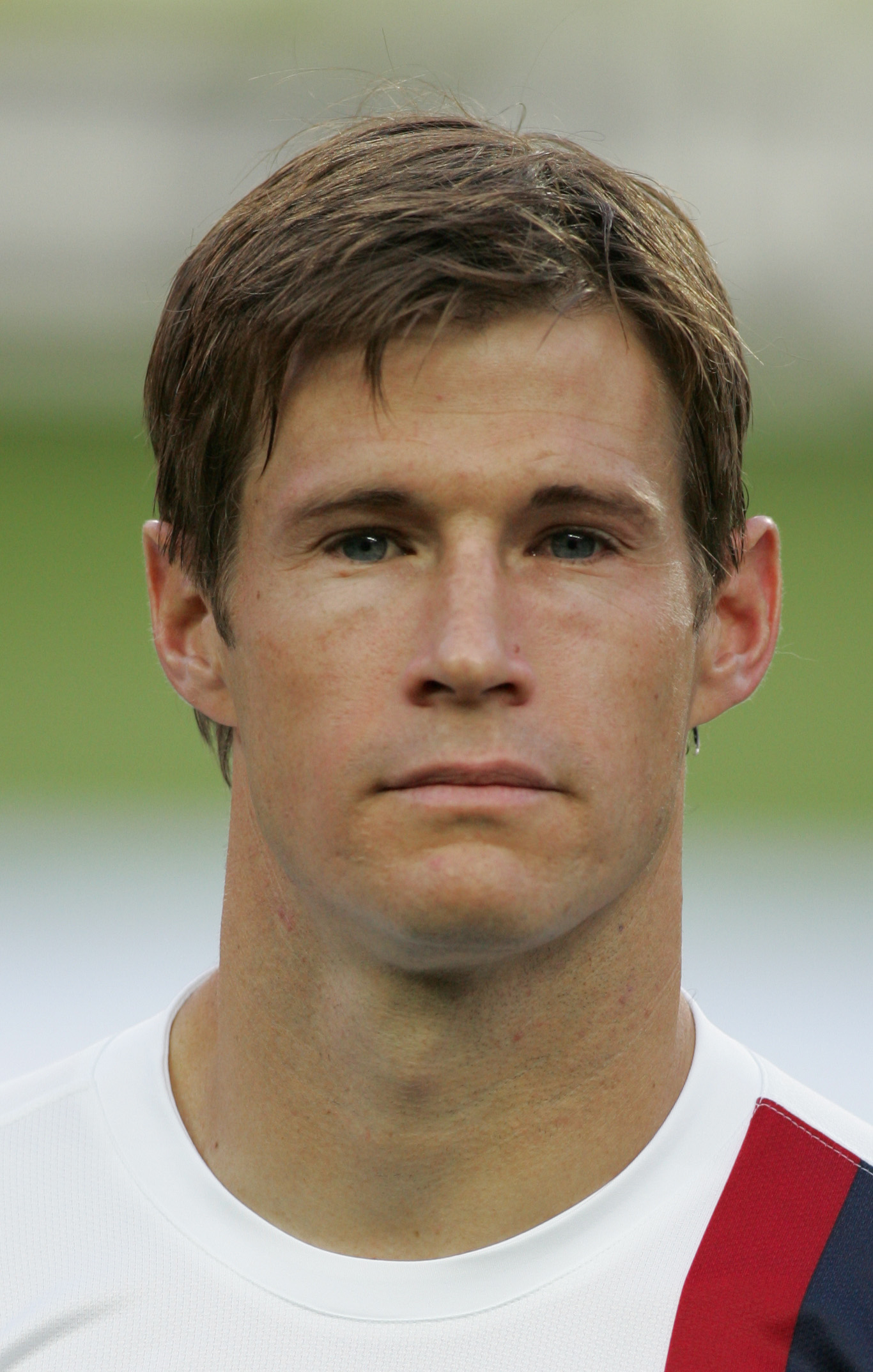
L'Américain Brian McBride a fait une tête qui a touché le poteau à la 65e minute. Il est déçu du match contre le Ghana ainsi que de l'élimination des États-Unis.

Quant aux réactions d'après-match, la joie des Ghanéens de se qualifier pour la première fois en huitièmes-de-finale est bien présente dans les commentaires d'après-match : 

« (Ratomir Dujković) C'est un moment historique pour nous, nous sommes heureux. [...] Notre première participation à la Coupe du monde et nous sommes dans le top 16 mondial. Nous n'avons pas joué comme nous le faisons habituellement mais les États-Unis sont une équipe difficile à jouer. Ils nous ont poussé dans nos retranchements. »

« (Michael Essien) Nous l'avons fait aujourd'hui [...] pour le Ghana et pour l'ensemble de l'Afrique, donc ils devront continuer à nous encourager. »

« (Stephen Appiah) Nous représentons l'ensemble du continent africain et c'est immense. Nous ne sommes effrayés par aucune équipe. Nous sommes le Brésil de l'Afrique. »

A contrario, les Américains font un tout autre avis du match :  

« (Bruce Arena) Nous avons travaillé durement pour revenir dans le match. Je suis déçu de la décision arbitrale concernant le pénalty. Nous aurions aimé arriver à la mi-temps [avec un match nul] avec une chance de gagner. »

« (Brian McBride) J'ai rarement vu des choses de ce genre. C'est un match étrange. J'ai senti que nous contrôlions le match. Ils [(les Ghanéens)] ont eu très peu d'occasions mais celles qu'ils ont eues ont été efficaces. »

| Match 42                                         | Ghana                          | 2 - 1 | États-Unis  | FIFA WM Stadion Nürnberg, Nuremberg          |                                              |
| 22 juin 2006 · 16:00 · Historique des rencontres | Draman 22e · Appiah 45e (pen.) |       | 43e Dempsey | Spectateurs : 41 000 Arbitrage : Markus Merk | Spectateurs : 41 000 Arbitrage : Markus Merk |
| 22 juin 2006 · 16:00 · Historique des rencontres | (Rapport)                      |       |             | Spectateurs : 41 000 Arbitrage : Markus Merk | Spectateurs : 41 000 Arbitrage : Markus Merk |

| GHANA :          |    |                    |       |     |
|                  |    |                    |       |     |
| GB               | 22 | Richard Kingson    |       |     |
| ArD              | 15 | John Paintsil      |       |     |
| ArC              | 5  | John Mensah        | 81e   |     |
| ArC              | 7  | Illiasu Shilla     | 32e   |     |
| ArG              | 13 | Habib Mohamed      |       |     |
| MDf              | 8  | Michael Essien     | 5e    |     |
| AiD              | 9  | Derek Boateng      |       | 46e |
| AiG              | 23 | Haminu Draman      |       | 80e |
| MJ               | 10 | Stephen Appiah     | 90+1e |     |
| AtD              | 14 | Matthew Amoah      |       | 59e |
| AtG              | 19 | Razak Pimpong      |       |     |
| Remplacements :  |    |                    |       |     |
| MOf              | 20 | Otto Addo          |       | 46e |
| MOf              | 18 | Eric Addo          |       | 59e |
| AC               | 12 | Alex Tachie-Mensah |       | 80e |
| Manager :        |    |                    |       |     |
| Ratomir Dujković |    |                    |       |     |

| ÉTATS-UNIS :    |    |                  |    |     |
|                 |    |                  |    |     |
| GB              | 18 | Kasey Keller     |    |     |
| ArD             | 6  | Steve Cherundolo |    | 61e |
| ArC             | 13 | Jimmy Conrad     |    |     |
| ArC             | 22 | Oguchi Onyewu    |    |     |
| ArG             | 3  | Carlos Bocanegra |    |     |
| MDf             | 10 | Claudio Reyna    |    | 40e |
| AiD             | 8  | Clint Dempsey    |    |     |
| AiG             | 7  | Eddie Lewis      | 7e | 74e |
| MJ              | 21 | Landon Donovan   |    |     |
| AtD             | 17 | DaMarcus Beasley |    |     |
| AtG             | 20 | Brian McBride    |    |     |
| Remplacements : |    |                  |    |     |
| MOf             | 14 | Ben Olsen        |    | 40e |
| AC              | 9  | Eddie Johnson    |    | 61e |
| MOf             | 15 | Bobby Convey     |    | 74e |
| Manager:        |    |                  |    |     |
| Bruce Arena     |    |                  |    |     |

| Assistants : Christian Schräer Jan-Hendrik Salver Quatrième arbitre : Toru Kamikawa Cinquième arbitre : Yoshikazu Hiroshima Homme du match : Stephen Appiah |

### Huitième-de-finale: un Ghana peu efficace en attaque face à un Brésil peu inspiré

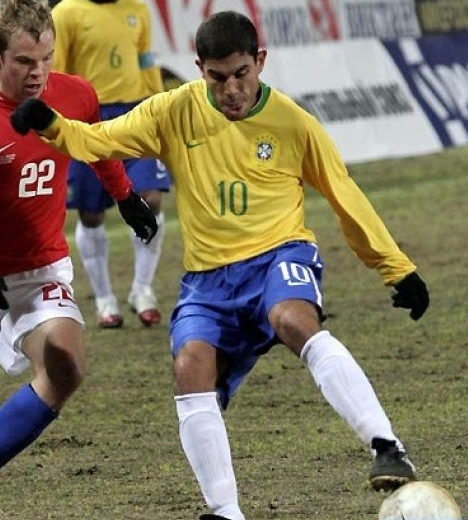
Le Brésilien Ricardinho, ici le 1er mars 2006 contre la Russie, rentre en jeu à la 83e minute et délivre une minute après une passe décisive pour le troisième but brésilien, lors de la victoire sur le Ghana (3-0).

Après cette qualification historique pour le Ghana, les Black Stars affrontent le tenant du titre, à savoir le Brésil. Il s'agit de la deuxième confrontation entre ses deux sélections, après la large victoire brésilienne en mars 1996 (8-2). Pour ce match, ils doivent se passer de Michael Essien, suspendu pour deux cartons jaunes pris lors des matchs précédents mais ils récupèrent Sulley Muntari et Asamoah Gyan.
Dès le début de match, sur une passe de Kaká et profitant de l'inattention de la défense ghanéenne, Ronaldo est parti à la limite du hors-jeu et se retrouve face-à-face face au gardien Richard Kingson et le passe via un passement de jambes, pour marquer dans le but vide. Cette ouverture du score à la 5e minute permet à Ronaldo avec un quinzième but en Coupe du monde, dépassant le record de l’Allemand Gerd Müller. Puis, à la 13e minute, Adriano est averti par Ľuboš Micheľ pour une simulation dans la surface ghanéenne. Après cela, les Ghanéens se procurent des occasions par Haminu Draman, Matthew Amoah, Asamoah Gyan et surtout la tête de John Mensah à la 42e minute qui est sauvée sur la ligne par le gardien Dida, lorsque le ballon lui rebondit sur le pied. Juste avant la mi-temps, soit la première minute du temps additionnel, Lúcio stoppe l'attaque ghanéenne pour initier une contre-attaque et Cafu centre dans la surface et c'est Adriano inscrit le second but. Cependant, le buteur est hors-jeu mais le but est accordé par l'arbitre slovaque.

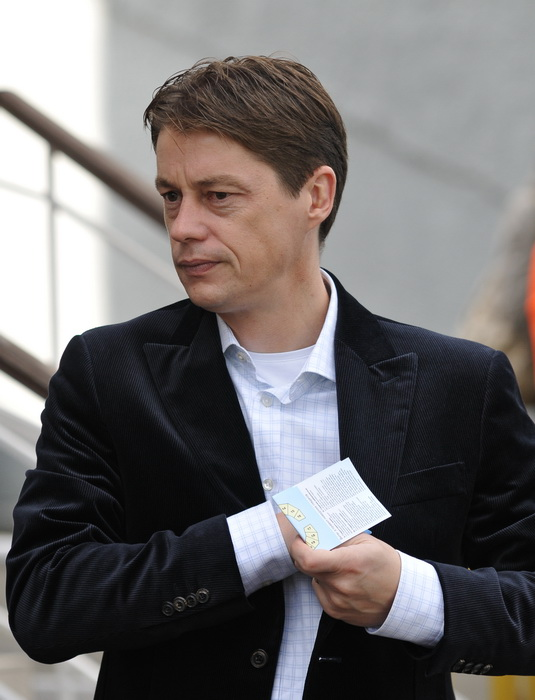
L'arbitre slovaque Ľuboš Micheľ, ici en 2009, expulse le sélectionneur du Ghana Ratomir Dujković juste après la fin de la première mi-temps.

À la mi-temps, à la suite de hors-jeu non sifflés surtout sur le deuxième but brésilien, le sélectionneur du Ghana va voir l'arbitre Ľuboš Micheľ dans le tunnel pour aller aux vestiaires pour lui parler mais ce dernier expulse le sélectionneur qui n'est pas sur le banc de touche durant la seconde période pour avoir dit « s'il serait mieux pour lui s'il portait un maillot jaune (comme celui du Brésil) ». Il est conduit dans les tribunes pour la seconde période.
En deuxième période, le Brésil gère mais ne concrétise pas comme sur le face-à-face perdu de Roberto Carlos à la 54e minute tandis que le Ghana tente quelques incursions, sans succès comme le tir brossé d'Asamoah Gyan à la 71e minute mais Dida l'arrête. Cependant, l'expulsion du Ghanéen Asamoah Gyan à la 81e minute pour un deuxième carton jaune pour avoir plongé dans la surface de réparation. Et trois minutes plus tard, la sanction tombe : en effet, le Brésilien Ricardinho lance Zé Roberto qui est dans une situation de hors-jeu est seul aux trente mètres, dribblant aisément le gardien ghanéen pour marquer dans le but vide, aggravant le score à la 84e minute. Ronaldo, Cafu et Juan tentent d'aggraver le score en fin de match mais le gardien ghanéen repousse les trois tentatives. Finalement, malgré 18 frappes dont 7 cadrées pour les Ghanéens, les 11 frappes brésiliennes dont 10 cadrées ont suffi à inscrire trois buts face aux Black Stars.
Les réactions d'après match des Brésiliens montrent de la satisfaction mais aussi l'envie de faire toujours plus : 

« (Carlos Alberto Parreira) Le score ne reflète pas la physionomie du match. Cela n'a pas été si facile pour nous et je pense que le Ghana aurait mérité de marquer un but, même si nous on aurait pu en marquer deux ou trois de plus en fin de partie. Cette victoire est en tout cas très bonne pour la confiance, pour la suite de la compétition. J'ai toujours dit que les huitièmes et les quarts étaient des moments cruciaux. Je crois qu'on a une équipe pour passer les demi-finales et aller en finale. Cela va devenir de plus en plus dur, mais les joueurs vont tout donner. »

« (Roberto Carlos) Le match a été un peu bizarre, cela a donné 3-0 mais cela aurait pu être 6-1. La sélection a bien joué. On a bien contrôlé le match quand il le fallait en faisant circuler le ballon, en maîtrisant le jeu. On donne la même importance à chaque match. On veut les gagner tous. Et, pour le moment, on gagne. Les adversaires ne gagnent pas contre nous, parce que nous pratiquons le meilleur football du monde, nous sommes la meilleure équipe du monde. On travaille beaucoup pour cela. L'équipe progresse et cela va de mieux en mieux. On joue de la même manière contre toutes les équipes, que ce soit la France ou l'Espagne. »

A contrario, les Ghanéens sont tristes du résultat mais fiers du parcours réalisé : 

« (Ratomir Dujković) Je félicite le Brésil, qui est plus que jamais favori pour le titre, puisqu'ils ont gagné contre le Ghana! Ils doivent devenir champions du monde. Je suis un peu déçu par le résultat parce qu'on a eu plus de possession de balle que le Brésil, mais cela ne sert à rien sans but. Je suis fier de mes joueurs, car ils ont perdu contre le champion du monde en titre, il n'y a pas de honte à ça. »

| 27 juin 2006                      | Brésil                                                                    | 3 - 0   | Ghana | FIFA WM Stadion Dortmund, Dortmund            |                                               |
| 17:00 · Historique des rencontres | ( Kaká) Ronaldo 5e · ( Cafu) Adriano 45+1e · ( Ricardinho) Zé Roberto 84e | (2 - 0) |       | Spectateurs : 65 000 Arbitrage : Ľuboš Micheľ | Spectateurs : 65 000 Arbitrage : Ľuboš Micheľ |
| 17:00 · Historique des rencontres | (Rapport)                                                                 |         |       | Spectateurs : 65 000 Arbitrage : Ľuboš Micheľ | Spectateurs : 65 000 Arbitrage : Ľuboš Micheľ |

| BRÉSIL :                |    |                      |     |     |       |
|                         |    |                      |     |     |       |
| GB                      | 1  | Dida                 |     |     |       |
| ArD                     | 2  | Cafu                 |     |     |       |
| ArC                     | 3  | Lúcio                |     |     |       |
| ArC                     | 4  | Juan                 | 44e |     |       |
| ArG                     | 6  | Roberto Carlos       |     |     |       |
| MDf                     | 5  | Emerson              |     | 46e |       |
| MDf                     | 11 | Zé Roberto           |     |     | 84e   |
| AiD                     | 8  | Kaká                 |     | 83e |       |
| AiG                     | 10 | Ronaldinho           |     |     |       |
| AtD                     | 7  | Adriano              | 13e | 61e | 45+1e |
| AtG                     | 9  | Ronaldo              |     |     | 5e    |
| Remplacements :         |    |                      |     |     |       |
| MOf                     | 17 | Gilberto Silva       |     | 46e |       |
| MOf                     | 19 | Juninho Pernambucano |     | 61e |       |
| MOf                     | 20 | Ricardinho           |     | 83e |       |
| Manager :               |    |                      |     |     |       |
| Carlos Alberto Parreira |    |                      |     |     |       |

| GHANA :              |    |                    |          |     |
|                      |    |                    |          |     |
| GB                   | 22 | Richard Kingson    |          |     |
| ArD                  | 15 | John Paintsil      | 29e      |     |
| ArC                  | 5  | John Mensah        |          |     |
| ArC                  | 7  | Illiasu Shilla     |          |     |
| ArG                  | 6  | Emmanuel Pappoe    |          |     |
| AiD                  | 11 | Sulley Ali Muntari | 11e      |     |
| MDf                  | 10 | Stephen Appiah     | 7e       |     |
| MDf                  | 18 | Eric Addo          | 38e      | 60e |
| AiG                  | 23 | Haminu Draman      |          |     |
| AtD                  | 14 | Matthew Amoah      |          | 70e |
| AtG                  | 3  | Asamoah Gyan       | 48e, 81e |     |
| Remplacements :      |    |                    |          |     |
| MOf                  | 9  | Derek Boateng      |          | 60e |
| AC                   | 12 | Alex Tachie-Mensah |          | 70e |
| Manager :            |    |                    |          |     |
| Ratomir Dujković 45e |    |                    |          |     |

| Assistants : Roman Slysko Martin Balko Quatrième arbitre : Mark Shield Cinquième arbitre : Nathan Gibson Homme du Match : Zé Roberto |

## Bilan du Mondial et l’affaire de matchs truqués

### Bilans statistiques et financiers du Mondial 2006 pour le Ghana

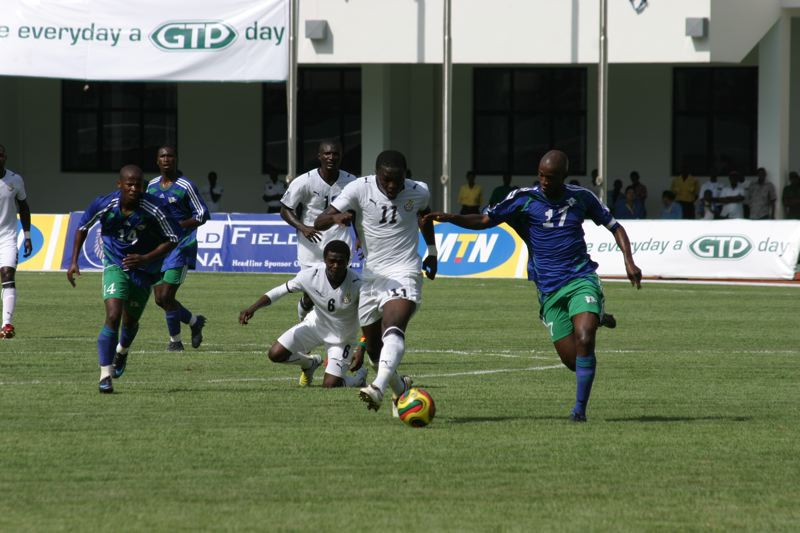
Sulley Muntari, ici en octobre 2008 contre le Lesotho dans le cadre des éliminatoires de la Coupe du monde 2010, est l'un des quatre buteurs ghanéens lors de ce Mondial.

Pour sa première participation, le Ghana réalise une surprise en atteignant les huitièmes-de-finale, battu par le Brésil. Malgré quatre buteurs différents, il n'a pas pu inscrire de buts contre les grandes équipes, à savoir le tenant du titre le Brésil, ni contre le futur vainqueur de la compétition, l'Italie. Néanmoins, le retour des Black Stars à Accra a été fêté en grande pompe par les Ghanéens dès le 30 juin 2006 et par une réception présidentielle le 3 juillet 2006.
Quant au classement complet des 32 équipes ayant participé au tournoi prend en compte, en plus du stade de la compétition atteint, le nombre total de points obtenus, puis la différence de buts et enfin le nombre de buts inscrits. Le nombre de points est calculé de la même manière que pour le premier tour, à savoir en attribuant trois points pour un match gagné, un point pour un match nul et aucun point pour une défaite. Dans ce classement, le Ghana est classé à la 13e place, entre l'Équateur et la Suède.
Extrait du classement FIFA pour la Coupe du monde 2006
| Place | Sélection nationale |
| ----- | ------------------- |
| 11    | Pays-Bas            |
| 12    | Équateur            |
| 13    | Ghana               |
| 14    | Suède               |
| 15    | Mexique             |

La FIFA fait le bilan du Ghana durant la Coupe du monde 2006, en insistant sur le fait que la sélection ghanéenne soit la seule sélection africaine à avoir passé le premier tour. Cependant, elle valorise l'Angola comme la surprise africaine alors que cette dernière a été éliminée au premier tour, tandis que le Ghana a fait bonne impression, ce qui semble paradoxal. Dans son rapport final, la FIFA indique : 

« Le Ghana est la seule équipe africaine sortie des matches de groupes. Après une défaite lors du premier match, contre l’Italie, quelques modifications en défense et au milieu de terrain ont permis aux Ghanéens de s’imposer face aux Tchèques et aux Américains.
En huitièmes, le Brésil était trop fort, mais les Ghanéens peuvent être satisfaits de leur première Coupe du Monde. »

Quant à l'aspect financier, la FIFA verse une somme de 332 millions de francs suisses aux équipes participantes, soit 214,3 millions d'euros. Comme pour chaque équipe, le Ghana a reçu un million de francs suisses pour financer sa préparation de la compétition, plus 18,5 millions de francs suisses avoir été classé entre la 9e à la 16e. De même, la FIFA prend en charge les frais de voyage des délégations composées de 45 personnes chacune, ainsi qu'une partie des frais d'hébergement,.
La performance des Ghanéens permet d'accéder à la 25e place du classement FIFA, ce qui ne constitue pas le meilleur classement de la sélection ghanéenne,.
Quant aux joueurs, seuls 11 des 23 Ghanéens vont participer à la CAN 2008 à domicile, terminant à la troisième place et seulement 8 joueront la Coupe du monde 2010 en Afrique du Sud. Quant à Ratomir Dujković, il quitte la sélection ghanéenne pour diriger la sélection olympique chinoise dès le 10 octobre 2006 dans le cadre des Jeux olympiques 2008 de Pékin. Il est ainsi remplacé par le Français Claude Le Roy, qui est nommé le 21 septembre 2006 pour un contrat de deux ansrenouvelable à la tête de la sélection des Black Stars, avec comme objectif de gagner la CAN 2008 à domicile.

### Primes non versées

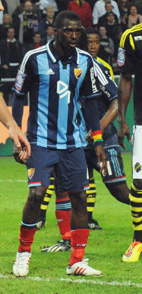
Le Ghanéen Yussif Chibsah, ici avec le club suédois de Djurgårdens IF en 2013, dénonce le non-paiement des primes promises par la fédération ghanéenne.

Pour la qualification pour le Mondial en Allemagne, chaque joueur reçoit 35000 dollars dont 10000 remis en personne par le président ghanéen John Kufuor. Il est même prévu une prime de 20000 dollars par joueur pour chaque match gagné.
Cependant, en 2020, le milieu défensif Yussif Chibsah dénonce le non-paiement de primes promises aux joueurs : en effet pour les joueurs sélectionnés pour le Mondial, ils devaient toucher 50000 dollars ; a contrario, ceux qui ne sont pas sélectionnés pour le Mondial 2006 mais qui ont pris part aux éliminatoires devaient toucher chacun 10000 dollars, ce qui est le cas pour les cinq réservistes (Philemon McCarthy, Aziz Ansah, Yussif Chibsah, Baffour Gyan et Baba Adamu (en)). Cependant, d'après Yussif Chibsah, la prime n'a toujours pas été versée par la fédération, qui affirme avoir des difficultés financières.

### L'affaire des matchs truqués

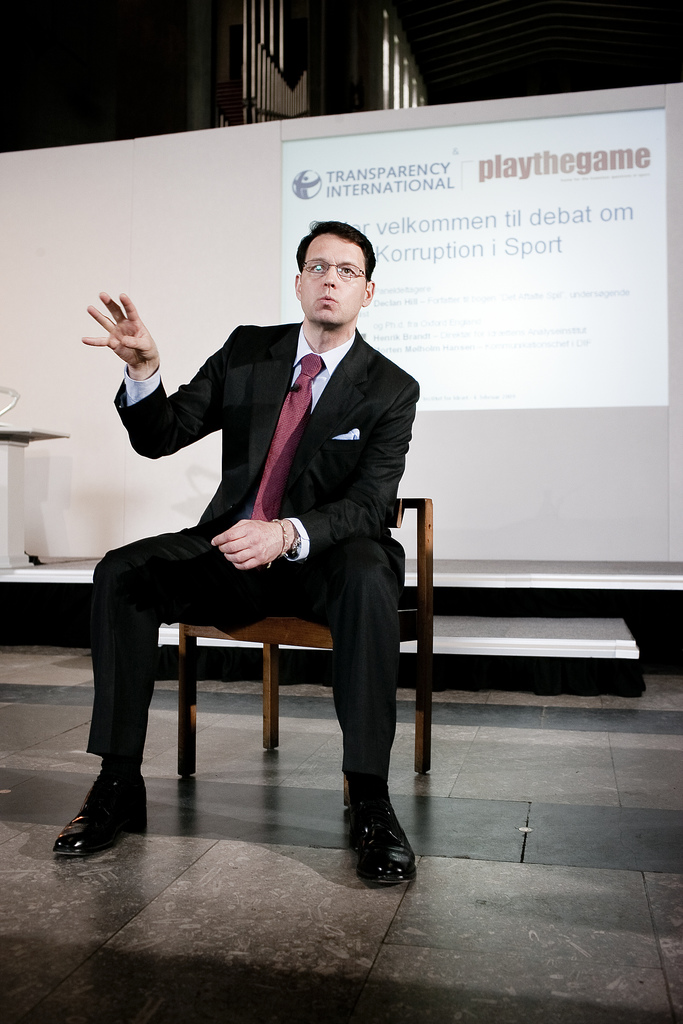
Le Canadien Declan Hill a réalise une enquête sur les mafias du jeu qui ont truqué quatre matchs de la Coupe du monde 2006, dont deux du Ghana.

Alors que le journaliste canadien et spécialiste du crime organisé Declan Hill mène une enquête sur l'influence de la mafia russe sur la Ligue nationale de hockey (LNH), un intermédiaire lui révèle que le football est davantage gangréné par la corruption et par les mafias et c'est pour cela qu'au bout de trois années sur la corruption et sur la mafia du jeu, il fait des révélations dans un ouvrage sorti en 2008 et qui s'intitule «The fix: Organized Crime and Soccer» ou en français «Comment truquer un match de foot ?».
Dans cet ouvrage, Declan Hill explique comment il a découvert que quatre matchs de la Coupe du monde 2006 ont été truqués. Pour cela, il a rencontré un parrain de la mafia asiatique du jeu (qu'il a donné comme nom d'emprunt Lee Chin) à Bangkok en novembre 2005 et ce dernier lui affirme que des intermédiaires sont en train d'approcher des joueurs du Ghana en vue d'arranger certains matchs. Il lui explique aussi deux méthodes de truquage pour arriver à ses fins : la première, c'est de corrompre un ou deux joueurs d'une équipe ou un arbitre en les soudoyant ; la seconde, ce sont les paris illégaux. De plus, Declan Hill déclare : « On m'a donné le score de quatre matchs de la Coupe du monde avant qu'ils ne soient joués. »
Les quatre matchs concernés sont le match du premier tour Italie-Ghana (2-0), les huitièmes-de-finales Angleterre-Équateur (1-0) et Brésil-Ghana (3-0) et le quart-de-finale Italie-Ukraine (1-0).
Deux jours avant le huitième-de-finale entre le Brésil et le Ghana, Declan Hill reçoit l'information que «[le Ghana] allait perdre avec au moins deux buts d'écart.». Puis à la fin du match, alors qu'il était dans les tribunes à Dortmund et voyant les erreurs défensives suspectes, il appelle Lee Chin : « (Declan Hill) - Je ne te croyais pas, mais tu es un génie.
(Lee Chin) - Comment puis-je être un génie si je gagne si peu d'argent avec ça ? ».
Pour corroborer les propos de Declan Hill sur les tentatives de corruption de joueurs, Stephen Appiah et Richard Kingson, deux acteurs de ce Mondial, ont confirmé cela dans des témoignages : 

« Stephen Appiah : Les intermédiaires sont constamment là dans les tournois. Moi, j'ai reçu de l'argent deux fois lors du Mondial 1997 des moins de 20 ans et les JO 2004. Pas pour perdre mais pour gagner. »

« Richard Kingson : Pour le second match [(contre la république tchèque)], [je] devais encaisser deux buts. Un homme d'affaires ghanéen m'avait proposé 300000 dollars. Nous nous sommes rencontrés [avant le match] et j'assure que j'ai refusé l'offre. J'étais totalement confus et j'étais dans une sorte de transe. J'ai rapidement appelé ma femme et je l'ai informé. Sa réponse a été que si j'acceptais l'argent, notre mariage était terminé. »

Ces témoignages donnent une précision sur ce qui se passe dans cette affaire, même si d'autres sources comme Eurosport ou Der Spiegel disent que c'est un ancien international ghanéen qui aurait servi d'intermédiaire, qui serait Abubakari Damba.

Face à ces révélations, la fédération ghanéenne, par l'intermédiaire de son porte-parole Randy Abbey, s'indigne contre les soupçons de manipulations et clame l'innocence des joueurs. 

« Comment peut-on croire que joueurs de classe mondiale qui ont toujours servi avec honnêteté le Ghana peuvent se laisser battre moyennant moins de 1000 dollars chacun ? Surtout que nos joueurs avaient la possibilité d’empocher collectivement 700000 dollars en cas de victoire contre le Brésil. »

Elle décide de porter plainte contre Declan Hill et contre le journal allemand Der Spiegel. Quant à la fédération équatorienne, concernée aussi par cette affaire, elle a demandé à la FIFA d’enquêter sur les possibles manipulations révélées par Declan Hill.